# Planche des Belles Filles
Cet article concerne le sommet montagneux. Pour l'ascension cycliste, voir Cyclisme à la Planche des Belles Filles.
La Planche des Belles Filles est un sommet du massif des Vosges méridionales culminant à 1 148 mètres d'altitude à la limite entre la Haute-Saône et le Territoire de Belfort, en région Bourgogne-Franche-Comté. Il domine la commune de Plancher-les-Mines, dans la vallée du Rahin. Son nom est issu d'une légende selon laquelle durant la guerre de Trente Ans les jeunes filles du village voisin se seraient suicidées pour échapper aux mercenaires suédois. Des gisements de minerais métalliques, formés il y a 40 millions d'années, sont exploités entre les XVe et XVIIIe siècles dans des mines creusées sur les flancs de la montagne. Pendant la Seconde Guerre mondiale, un millier de maquisards s'y réfugient avant de lancer un assaut dans la vallée.
Elle est aujourd'hui connue pour sa station de sports d'hiver mais aussi pour ses activités touristiques et cyclosportives, avec notamment l'accueil d'étapes du Tour de France.

## Toponymie
Le lieu était déjà mentionné dans des écrits du XVIe siècle en tant que « lieu peuplé de belles fahys », fahys signifiant « hêtres » ou « hêtraies » et dérivant du latin fagus. Il existe notamment le village de Belfahy à 3 km à vol d'oiseau de la Planche des Belles Filles. Le terme « belles fahys » aurait dérivé vers le vocable actuel « belles filles ».
Selon une légende issue d'une étymologie populaire, le lieu devrait son nom à un épisode de la guerre de Dix Ans en 1635 durant lequel les jeunes filles du village voisin se seraient réfugiées sur cette montagne pour échapper aux cruels mercenaires suédois qui stationnaient dans la région à Plancher-les-Mines. Pour échapper à leurs sévices, elles préférèrent se suicider et sauter du sommet dans les eaux de l'étang situé en contrebas, à Lepuix, aujourd'hui appelé « Étang des Belles Filles »,. Une statue en bois réalisée par un artiste local, Jacques Pissenem, illustre cette légende que la topographie rend improbable (il n'est pas possible de se jeter dans l'étang depuis le sommet).
En 1838, la montagne porte également le nom de « ballon de Lure », en référence à la ville voisine.

## Géographie

### Situation
La Planche des Belles Filles est située à la limite des départements de la Haute-Saône et du Territoire de Belfort en région Bourgogne-Franche-Comté. Elle domine la commune de Plancher-les-Mines, située au sud-ouest, où débute son seul accès routier depuis la départementale 16. Les communes d'Auxelles-Haut et Lepuix se partagent les versants sud-est et est du côté du Territoire de Belfort. Le massif est parcouru par de nombreux chemins forestiers.

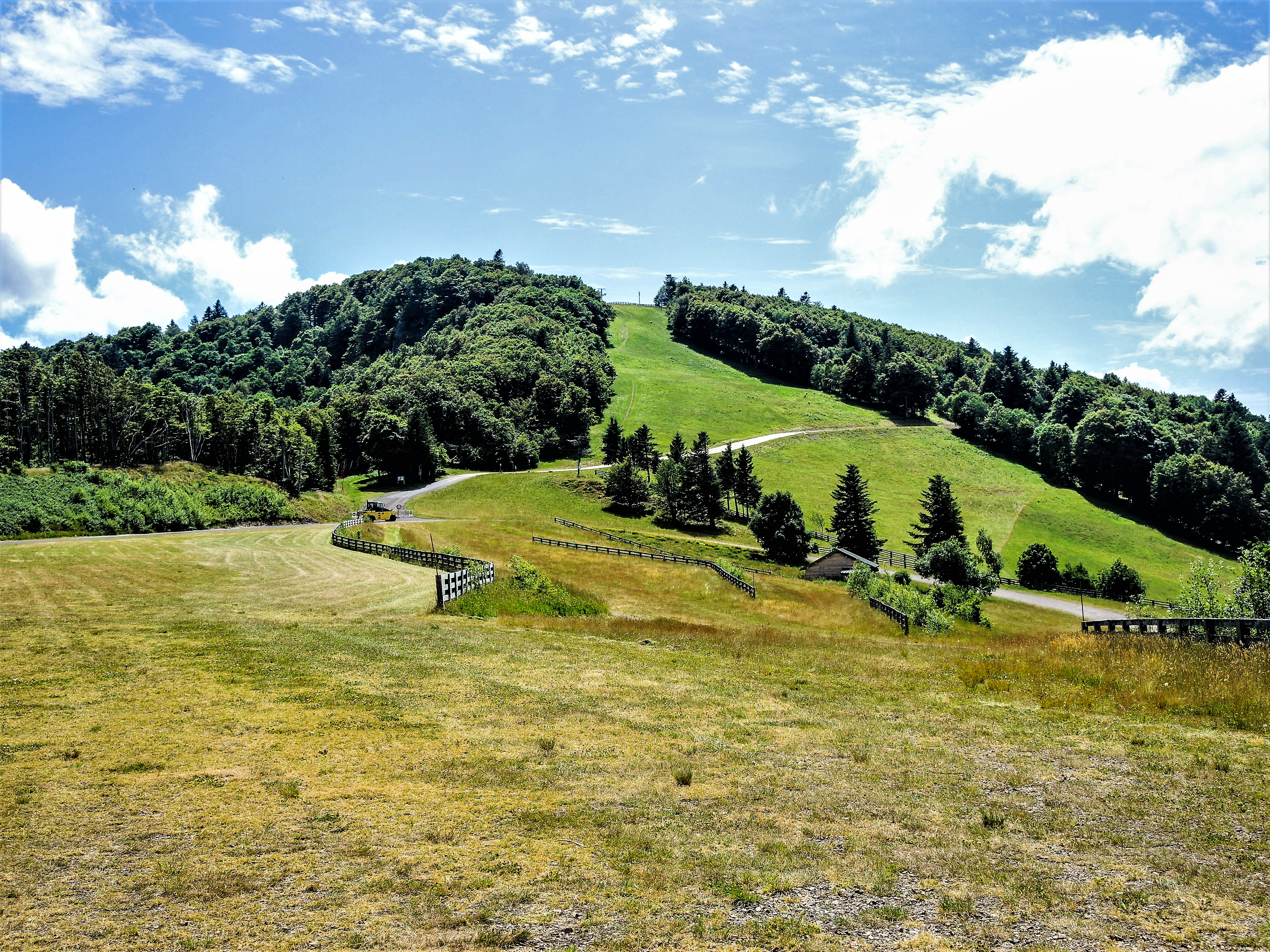
Vue de la station vers le sommet.
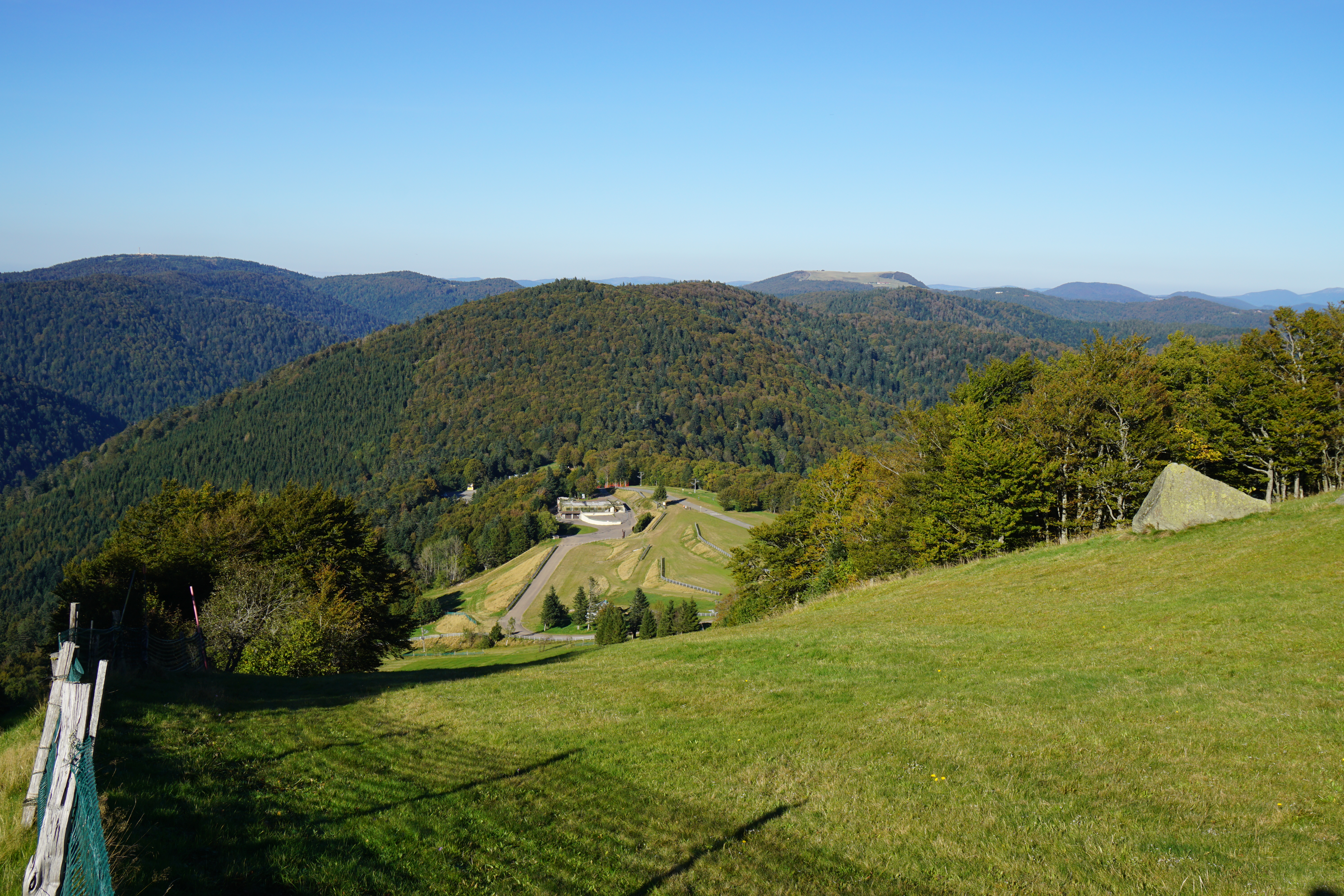
Vue depuis le sommet de la Planche des Belles Filles sur le ballon Saint-Antoine, le ballon de Servance et le ballon d'Alsace.
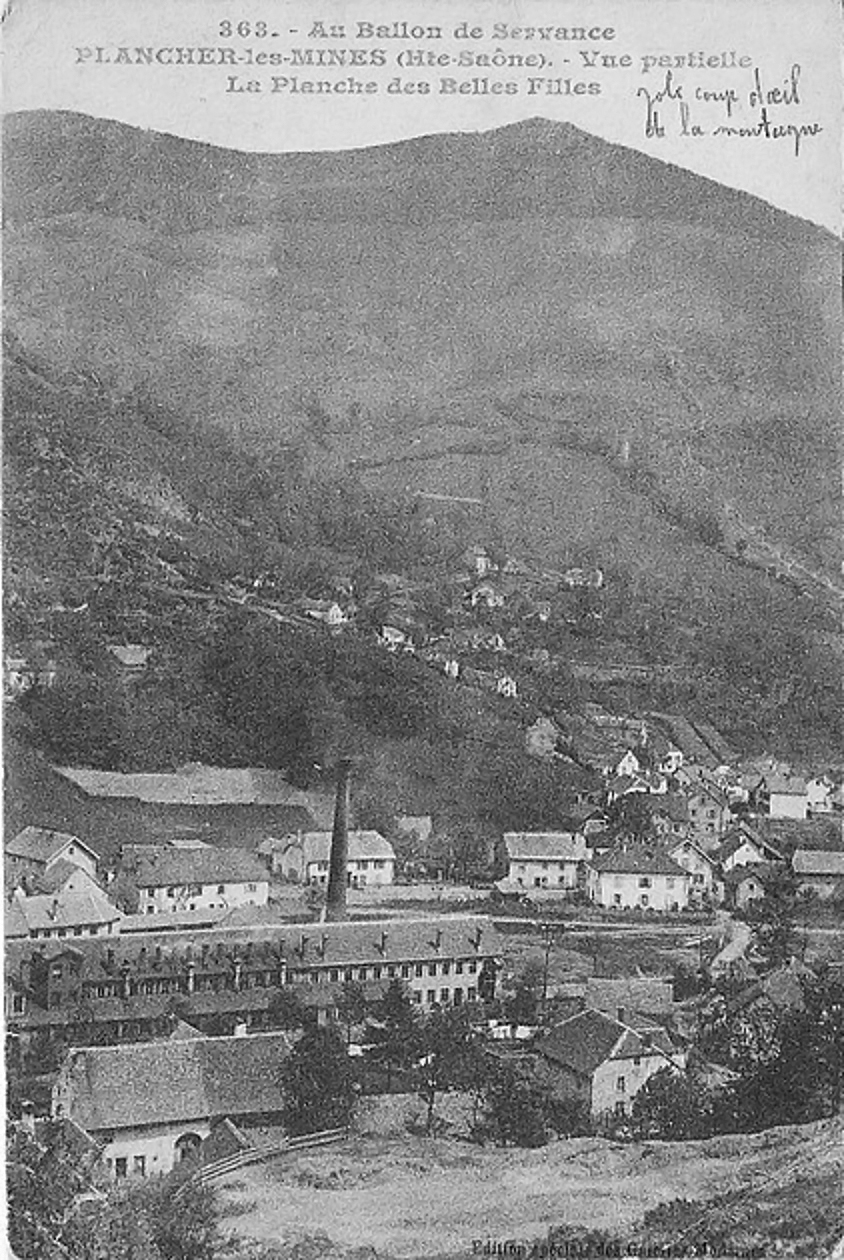
Plancher-les-Mines et la Planche des Belles Filles.
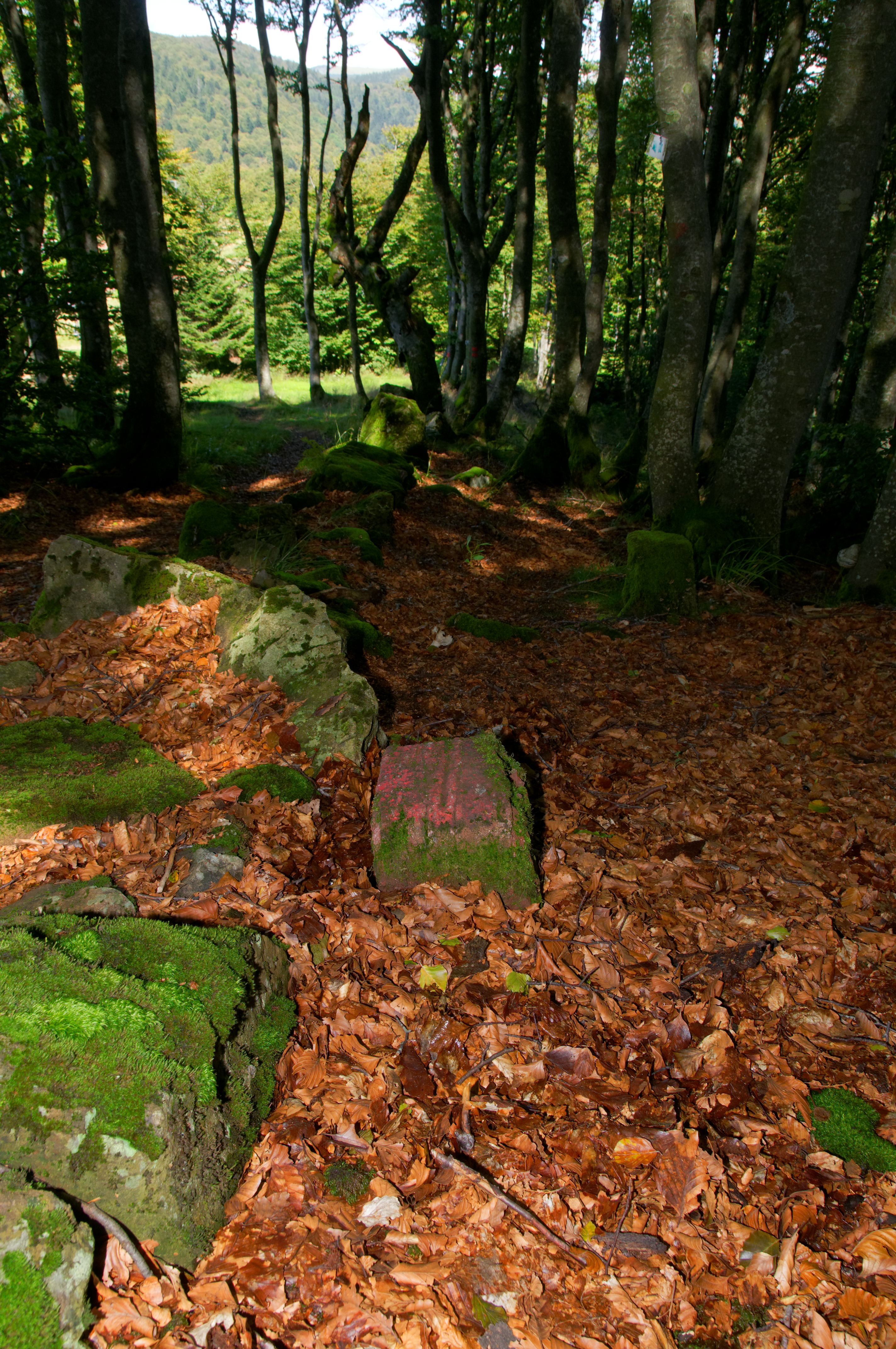
Borne délimitant les deux départements.
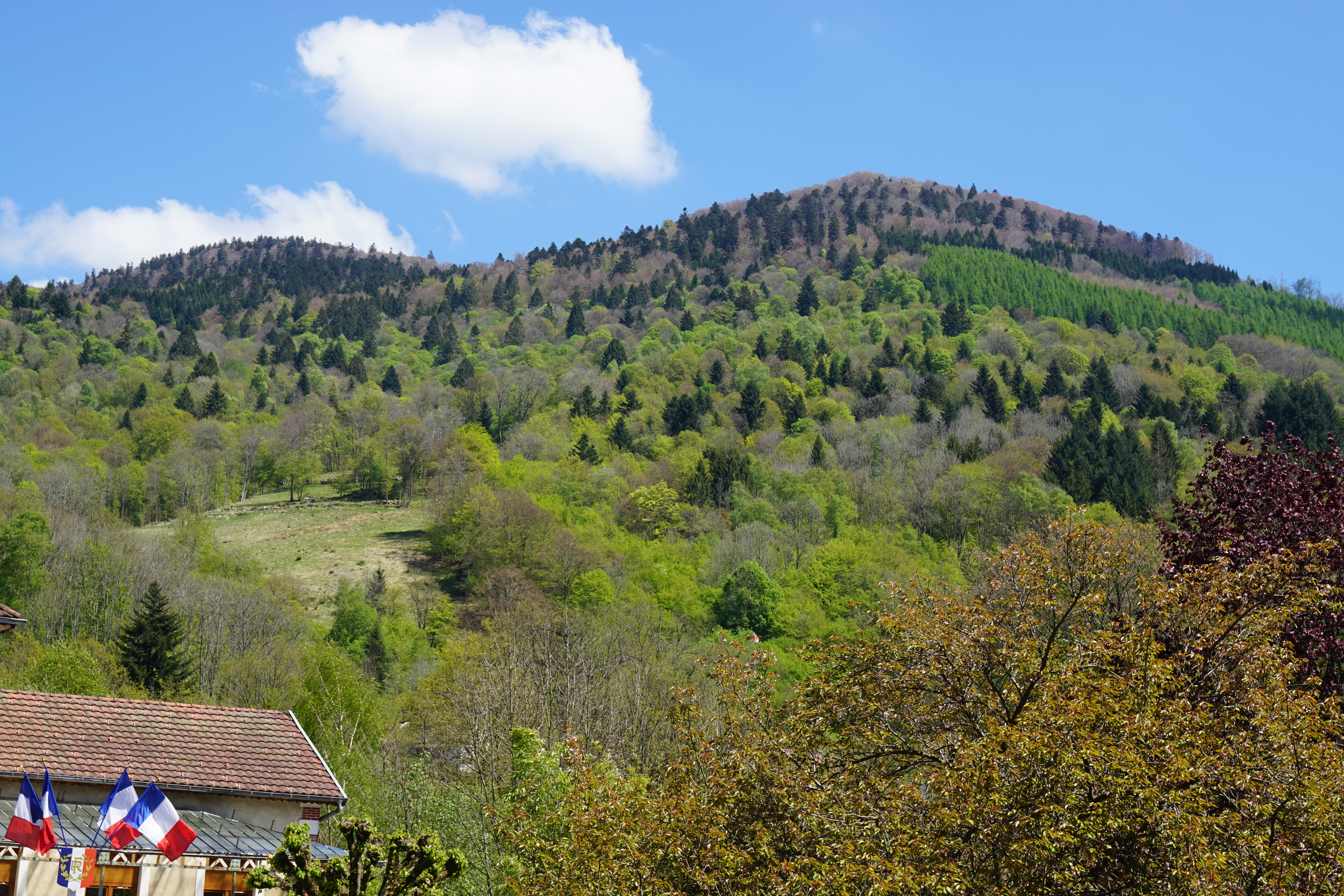
La Planche des Belles Filles vue depuis Plancher-les-Mines.

### Topographie

Carte topographique simplifiée de la Planche des Belles Filles et des environs.

Du haut de ses 1 148 mètres, la Planche des Belles Filles constitue l'un des points culminants de la Haute-Saône juste au-dessous du ballon de Servance (1 216 mètres). Le sommet est lui-même divisé en trois mamelons formant une petite chaîne caractéristique : la Planche des Belles Filles au nord (1 148 m), la tête de la Charborue (1 114 m) au milieu et la tête des Cèpes au sud (1 059 m).
Le col, situé entre le ballon Saint-Antoine (qui culmine à 1 128 mètres) et la Planche des Belles Filles, se trouve à une altitude de 1 035 mètres. Ces deux sommets étant les plus élevés du secteur, ils dominent la cime des Vosges dans le paysage, en particulier depuis le sud. La Planche des Belles Filles possède d'autres sommets secondaires, le mont Ordon-Verrier culminant à 963 mètres et séparé de cette dernière par le col du Querty, le mont Ménard (841 m) surmonté d'une antenne et les rochers du Laurier surmontés par la croix du Choléra (765 m).

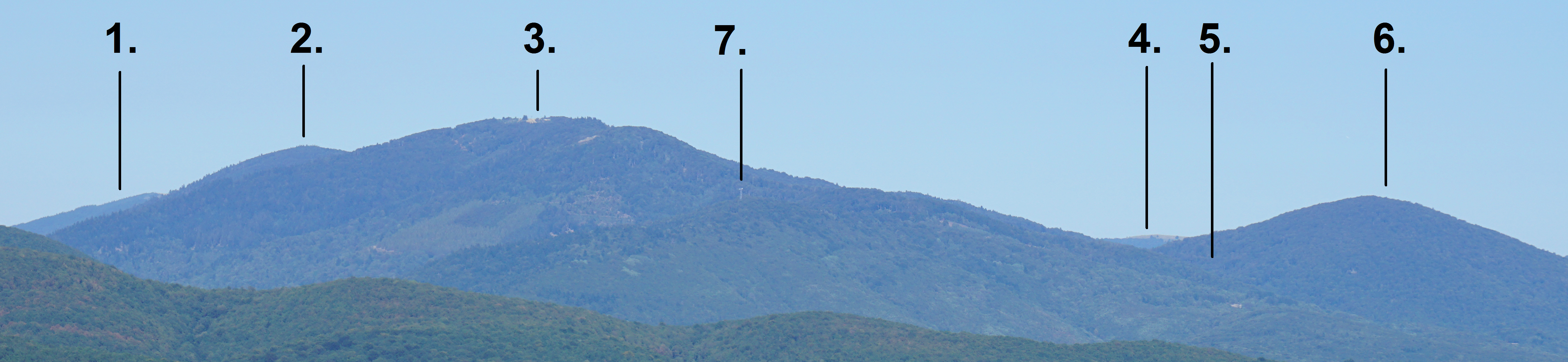

- 1. Ballon d'Alsace ;
2. Ballon Saint-Antoine ;
3. Planche des Belles Filles ;
4. Wissgrut ;
5. Col du Querty ;
6. Mont Ordon-Verrier ;
7. Mont Ménard (surmonté d'une antenne).

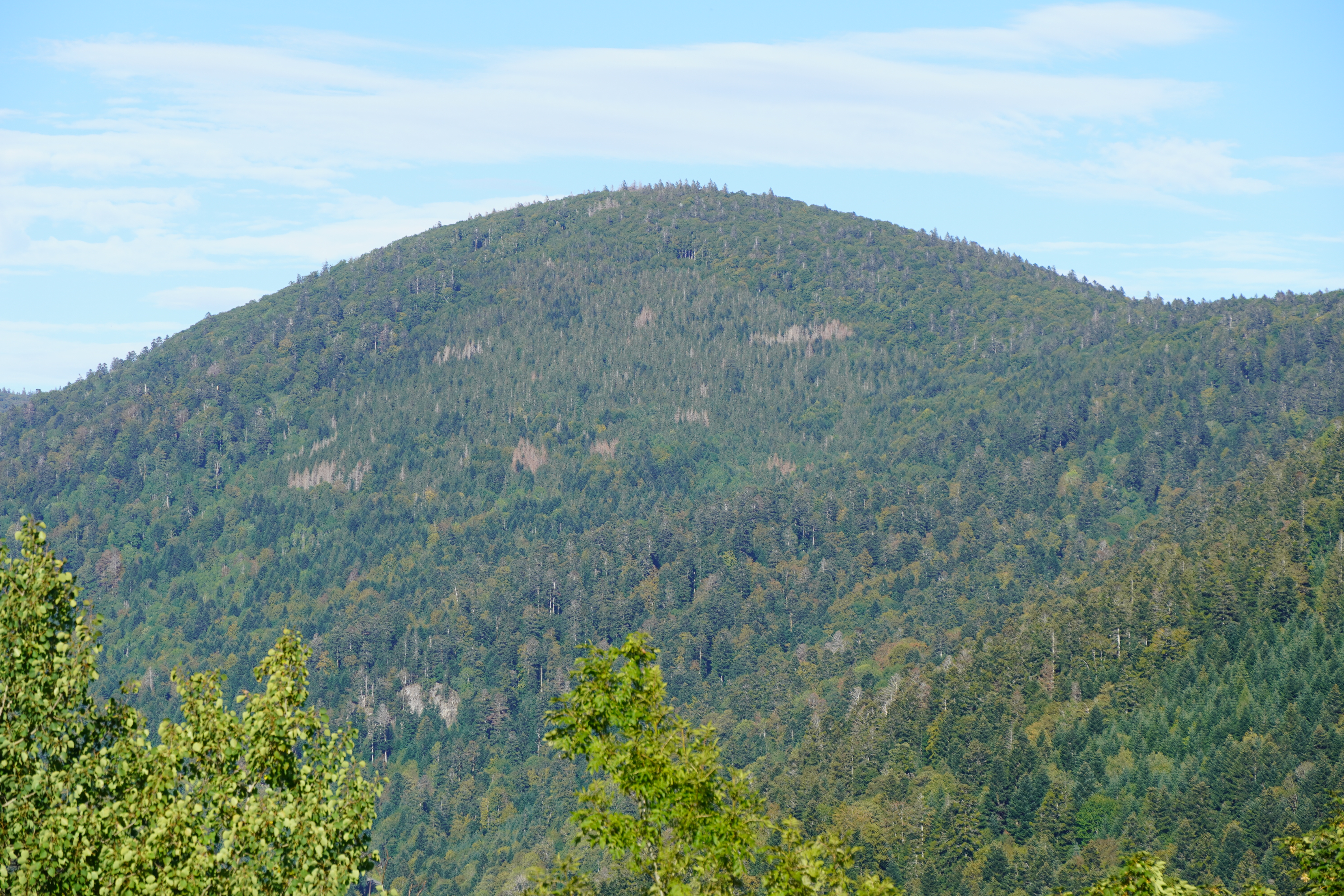
Le ballon Saint-Antoine.
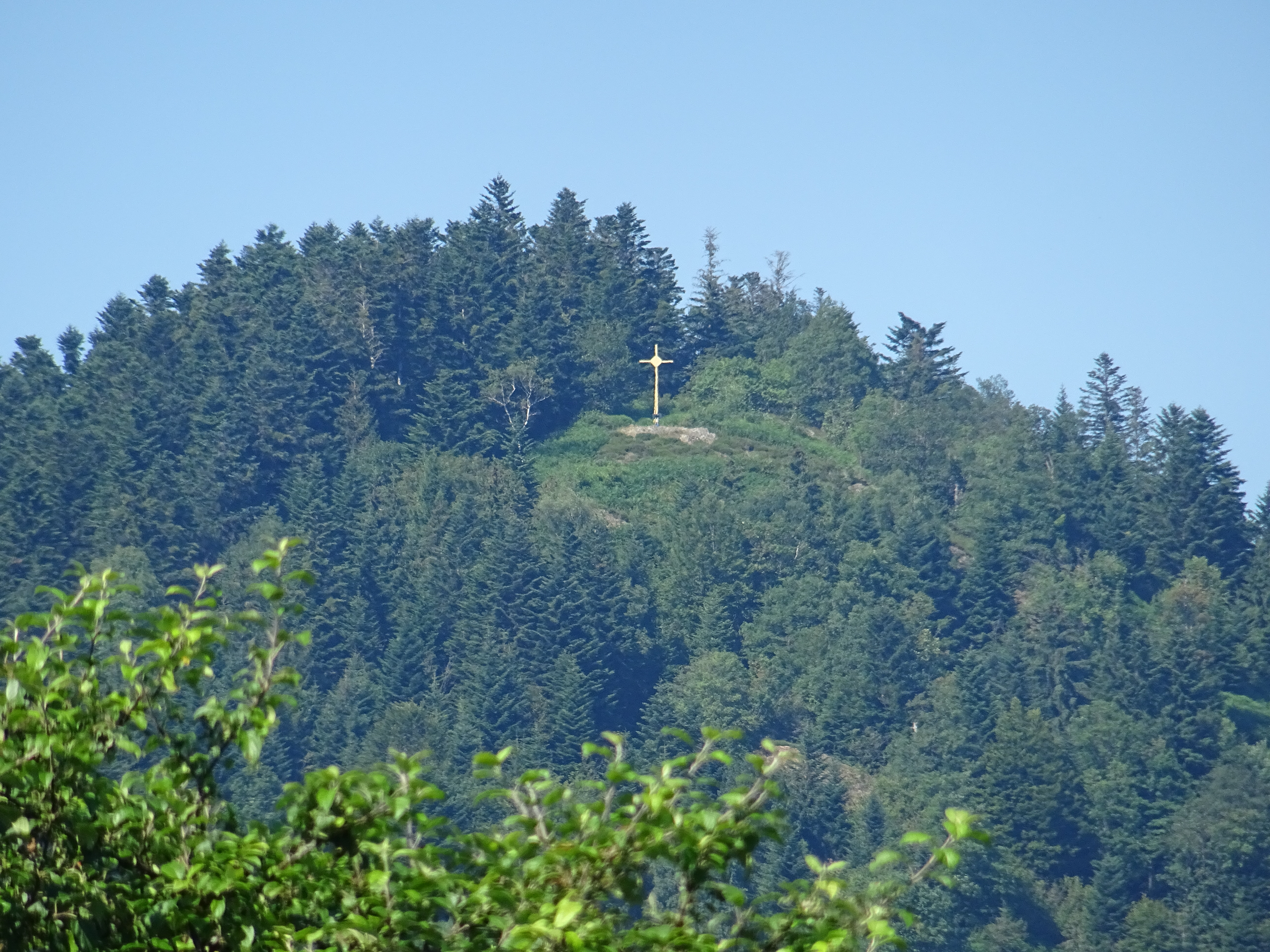
Les rochers du Laurier et la croix du Choléra.
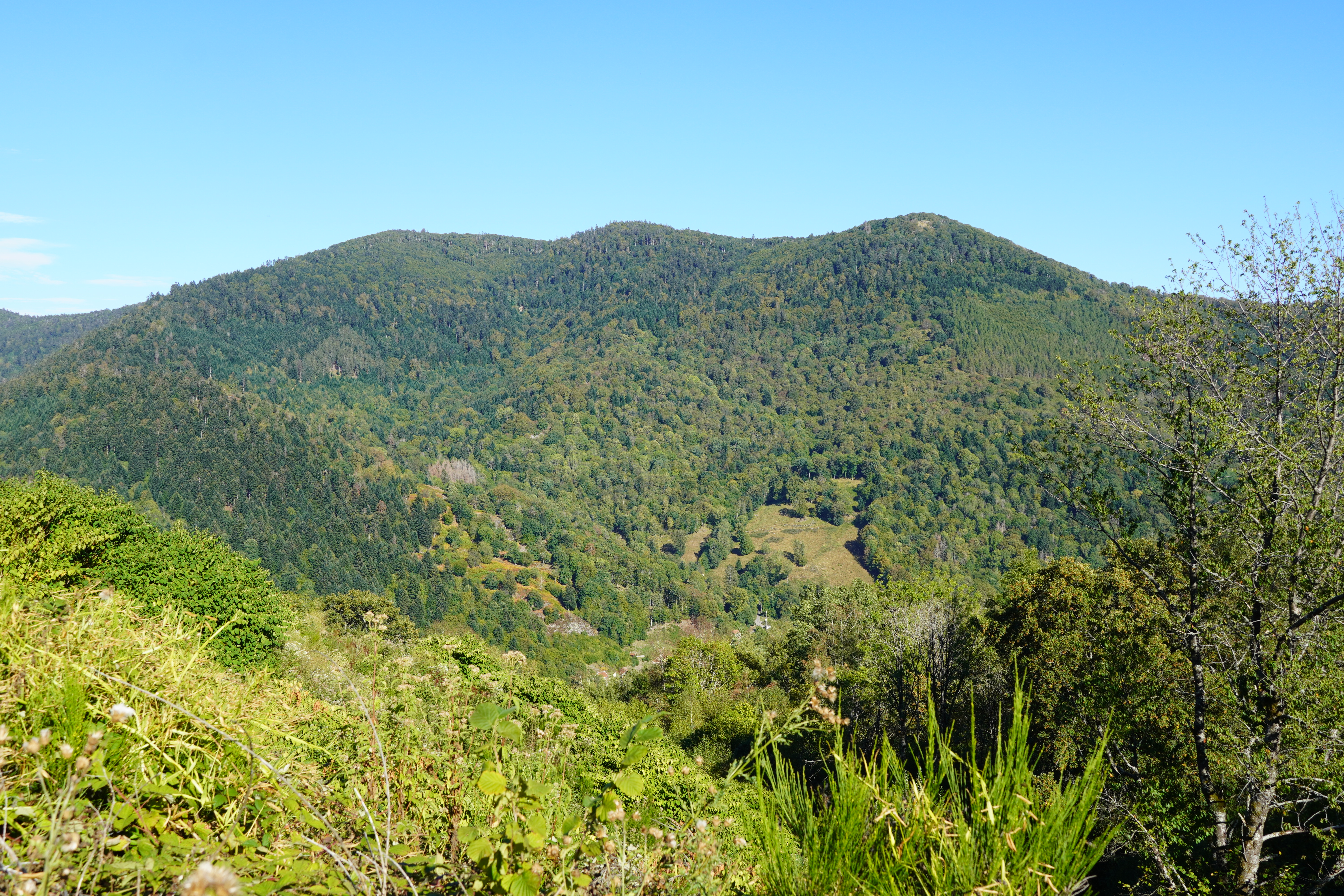
Les trois crêtes, de gauche à droite : la Planche des Belles Filles, la tête de la Charborue et la tête des Cèpes.
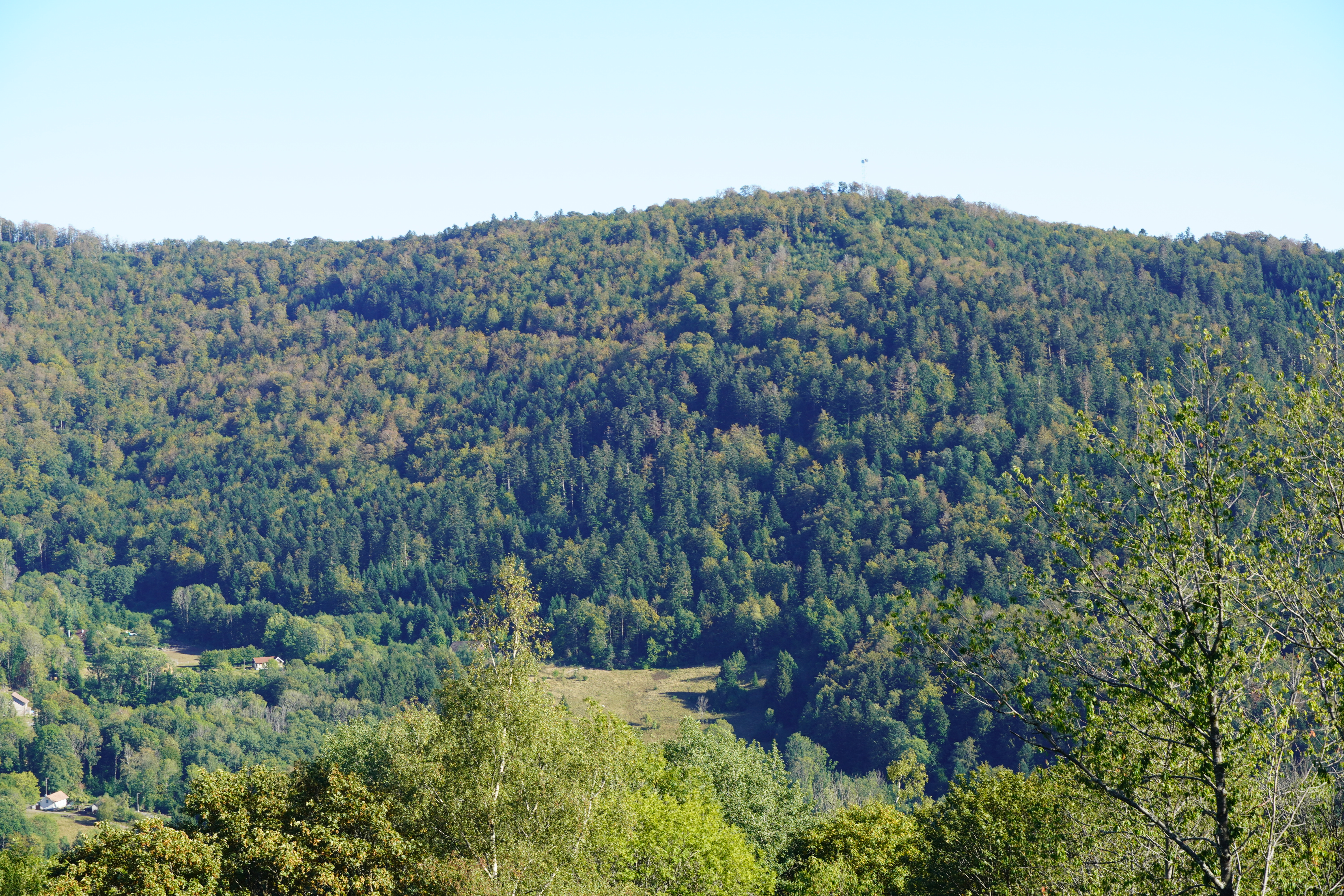
Le mont Ménard et son antenne.

### Géologie

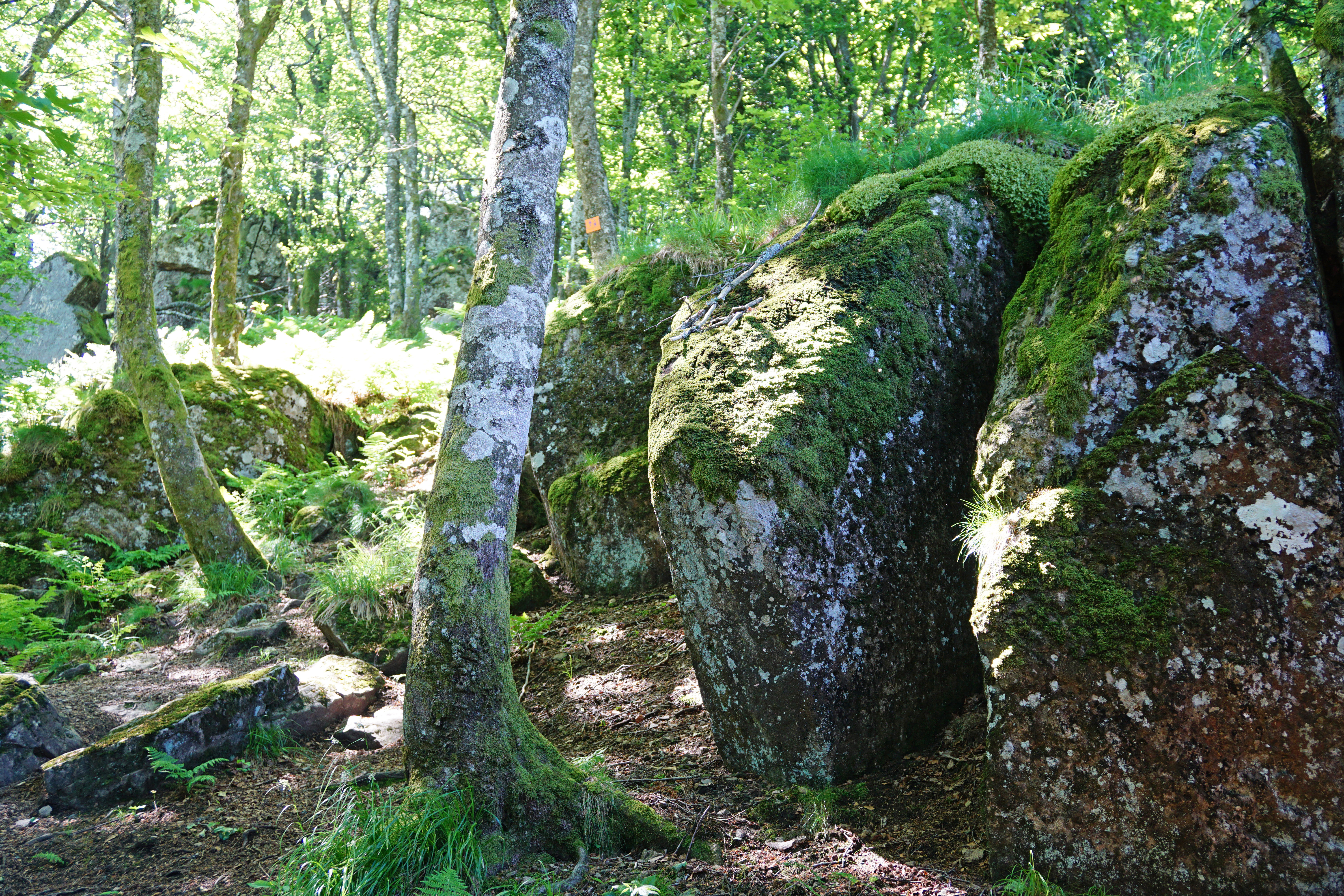
Des moraines vers le sommet.

La vallée du Rahin (ou vallée Saint-Antoine) s'est formée 300 millions d'années BP, au cours du Paléozoïque, par des épanchements de lave. Vers 40 millions d'années BP, le plissement alpin a fissuré la croûte terrestre favorisant ainsi la remontée de divers minerais métalliques.
Vers 12 000 ans BP, un glacier occupe la vallée du Rahin mais sa progression est freinée par les roches du Laurier, au pied de la Planche des Belles Filles. Des vestiges de ce phénomène, tels que des moraines ou des verrous glaciaires, sont toujours visibles au XXIe siècle.
Le mont Ordon-Verrier est formé par de la grauwacke métamorphique dont la composition et la couleur varient et passent d'un mélaphyre brun à bleu-vert, avec des filons de quartz. Entre le Querty et la Planche des Belles Filles, la roche devient schisteuse et noire. Le métamorphisme y est incomplet. La montagne et les environs comptent également des minerais de cuivre et de plomb, du Grès vosgien et de la trachyte. La Planche des Belles Filles est constituée d'un sol daté du Viséen. Au sud et à l'est s'étend un bassin houiller stéphanien, qui affleure à quelques kilomètres du massif, au nord de Ronchamp et Champagney et qui s'étend de Lure jusqu'au bassin potassique.

### Hydrographie

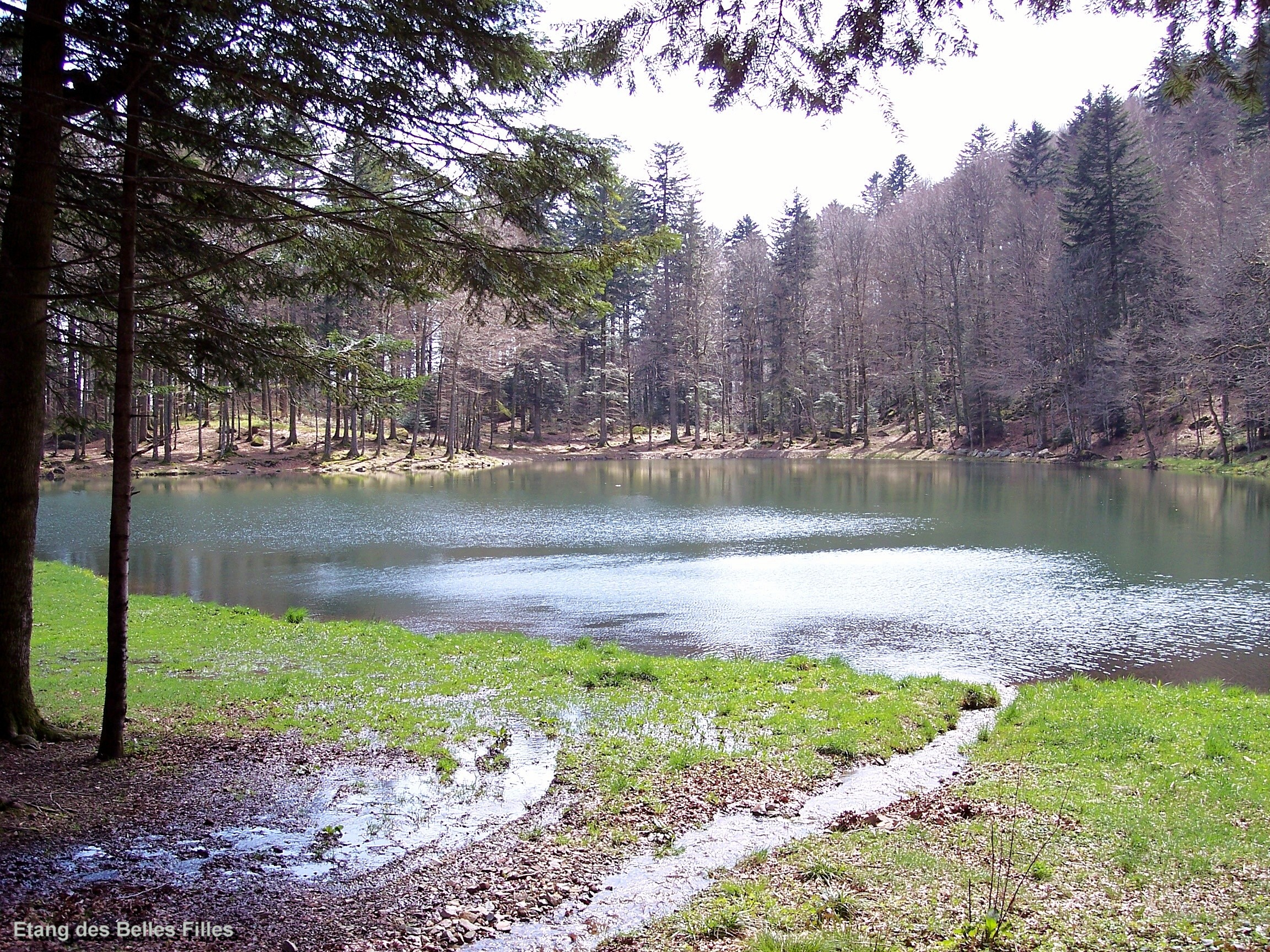
L'étang de la Planche des Belles Filles.

L'étang des Belles Filles se trouve au nord-est du sommet, sur le versant est du Ballon Saint-Antoine. Il alimente un ruisseau du même nom. Sur le versant est de la Planche des Belles Filles, coule la Goutte Saint-Guillaume. Enfin, le Rahin s'écoule au pied du flanc ouest, en direction de Plancher-les-Mines.

### Climat
La Planche des Belles Filles possède un climat montagnard subissant une double influence, océanique et semi-continentale. Les températures hivernales sont très basses, et les hivers sont longs avec un enneigement relativement important tout comme la hauteur annuelle de précipitations. Les vents peuvent être soutenus, essentiellement d'ouest, frais et humides, et secondairement d'est ou de nord-est : la bise. Les phénomènes d'inversion de température sont fréquents en hiver, pendant lesquels l'air froid s'accumule dans la vallée, sous un couvercle de brouillard, tandis que le relief émerge au soleil, dominant une mer de nuages, et jouissant de températures douces,,.

### Faune et flore
L’altitude et la végétation montagnarde offrent des conditions favorables au Grand Tétras, espèce rare affectée par une forte régression tout comme la Chouette de Tengmalm. La majeure partie du massif est recouverte d'une forêt de feuillus, représentative des étages montagnard et subalpin inférieur. Le hêtre et le sapin se développent sur de vastes surfaces aux étages montagnards inférieur et moyen. Le hêtre acidiphile pousse sur les hauteurs, tandis que le hêtre acidicline se développe sur les hauteurs pour devenir abondant à l'étage montagnard supérieur. Les pentes fortes et éboulis sont colonisés par l’érable sycomore. Au sommet de la Planche des Belles Filles, sur la haute chaume lié au pastoralisme, prolifère une pelouse mésophile silicicole, typique de la région.

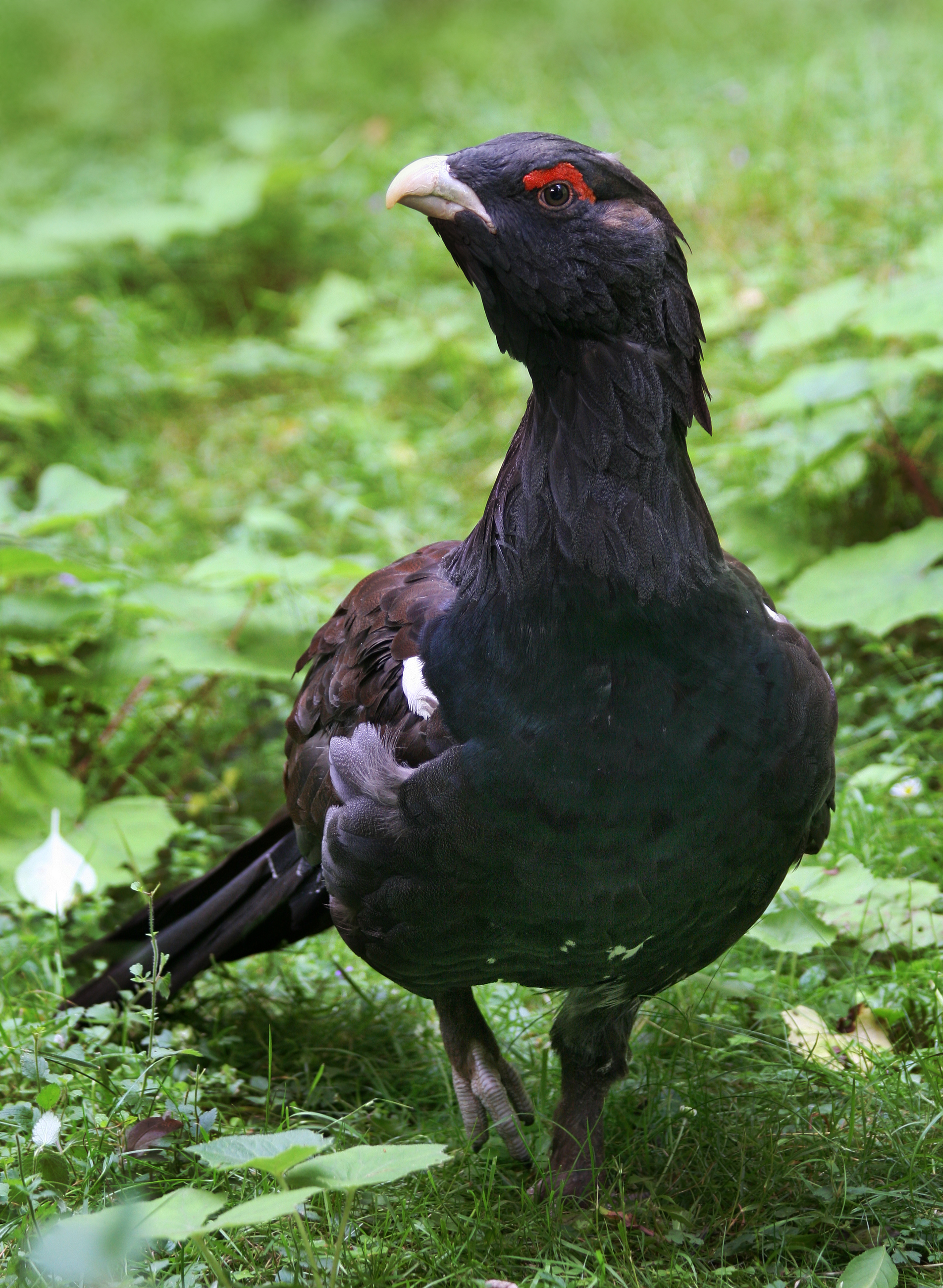
Grand Tétras.
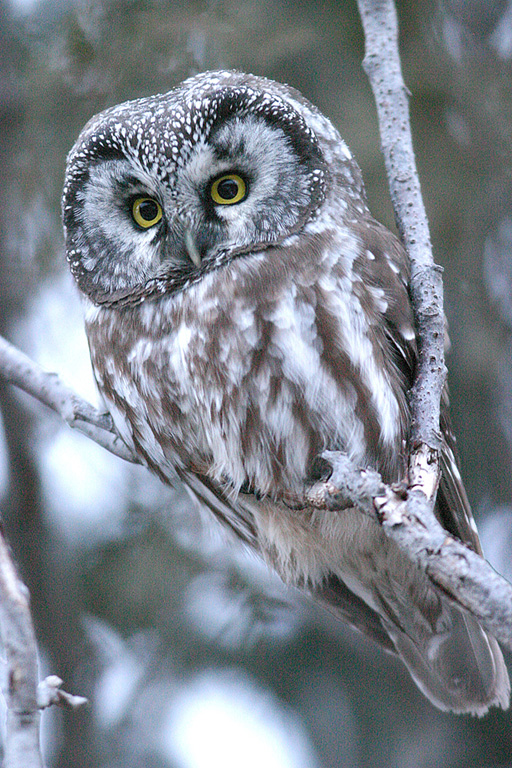
Nyctale de Tengmalm.

## Histoire
Les minerais métalliques sont exploités par les mines des environs entre les XVe et XVIIIe siècles. Les mines du Laurier, situées entre le village de Plancher-les-Mines et la Planche des Belles Filles, sur un petit massif secondaire, ont permis d'exploiter deux couches de minerais, l'une de cuivre, l'autre de plomb. Ce filon est situé dans une grande faille dissociant deux roches volcaniques distinctes, les trachytes et les « brèches du Crémillot ». Il est exploité sur 300 mètres de longueur aux moyens de galeries à flanc de colline et de tranchées verticales. L'exploitation est irrégulière en raison d'un terrain fortement accidenté,.

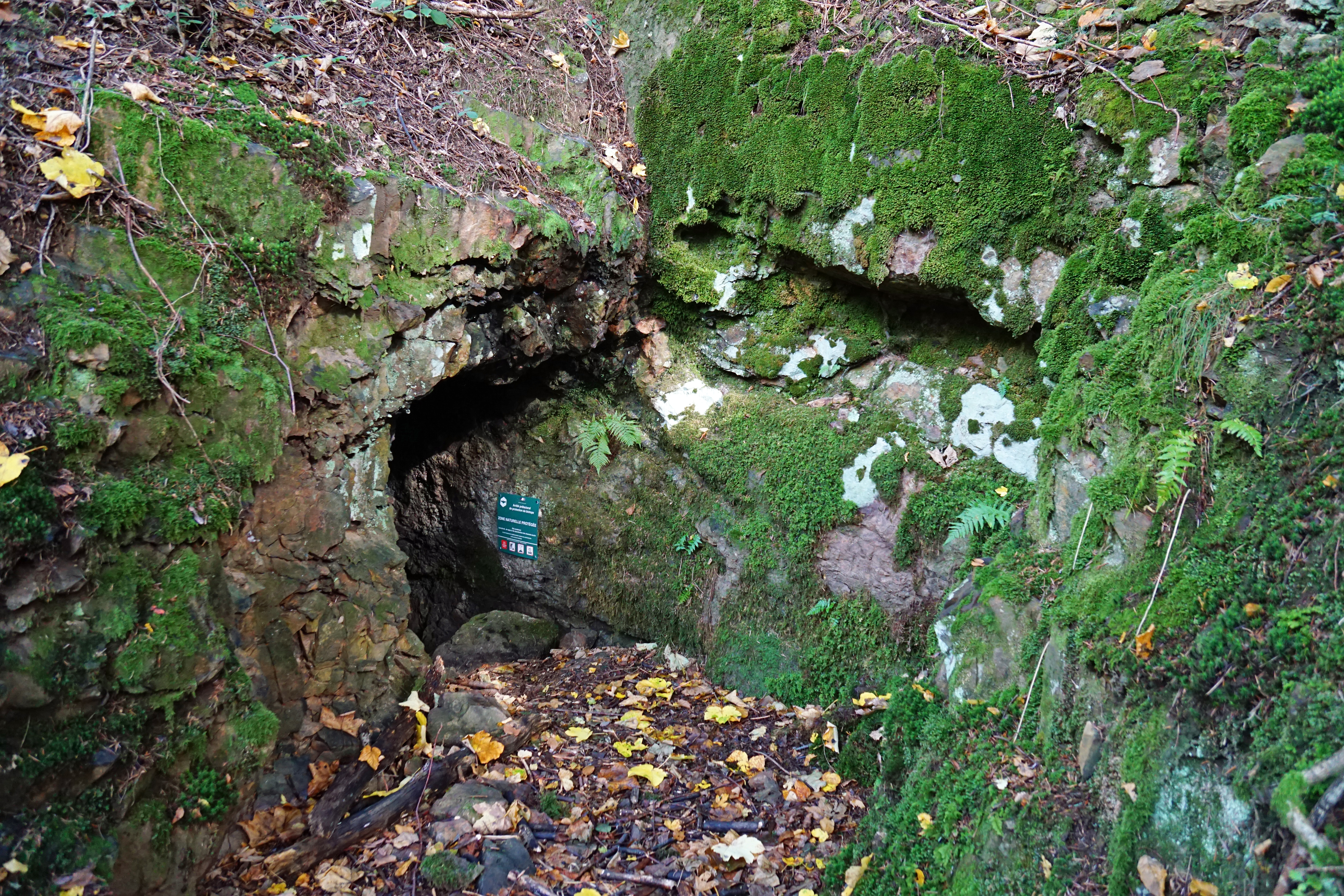
Une galerie creusée à flanc de colline.
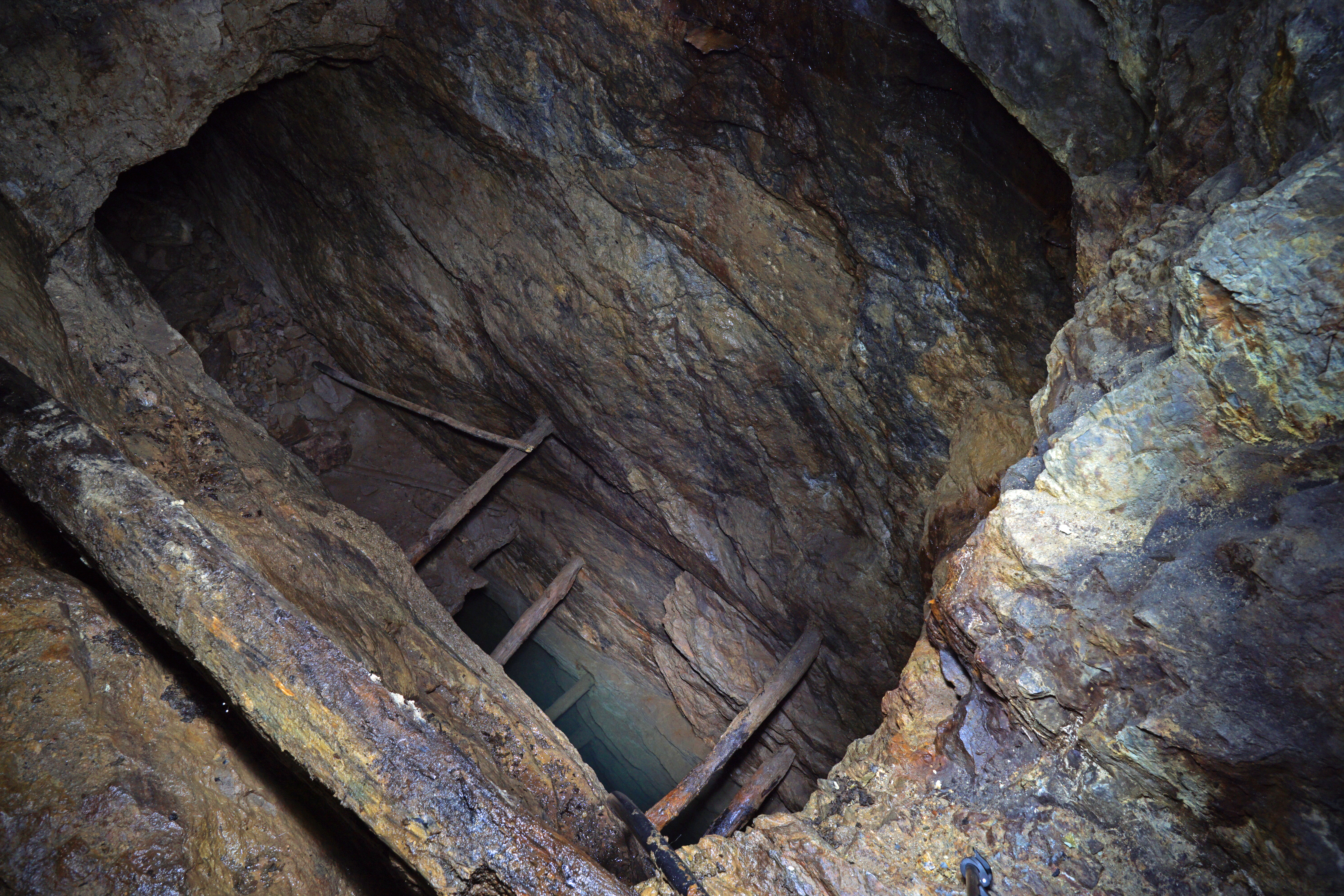
L'intérieur de la mine noyée.
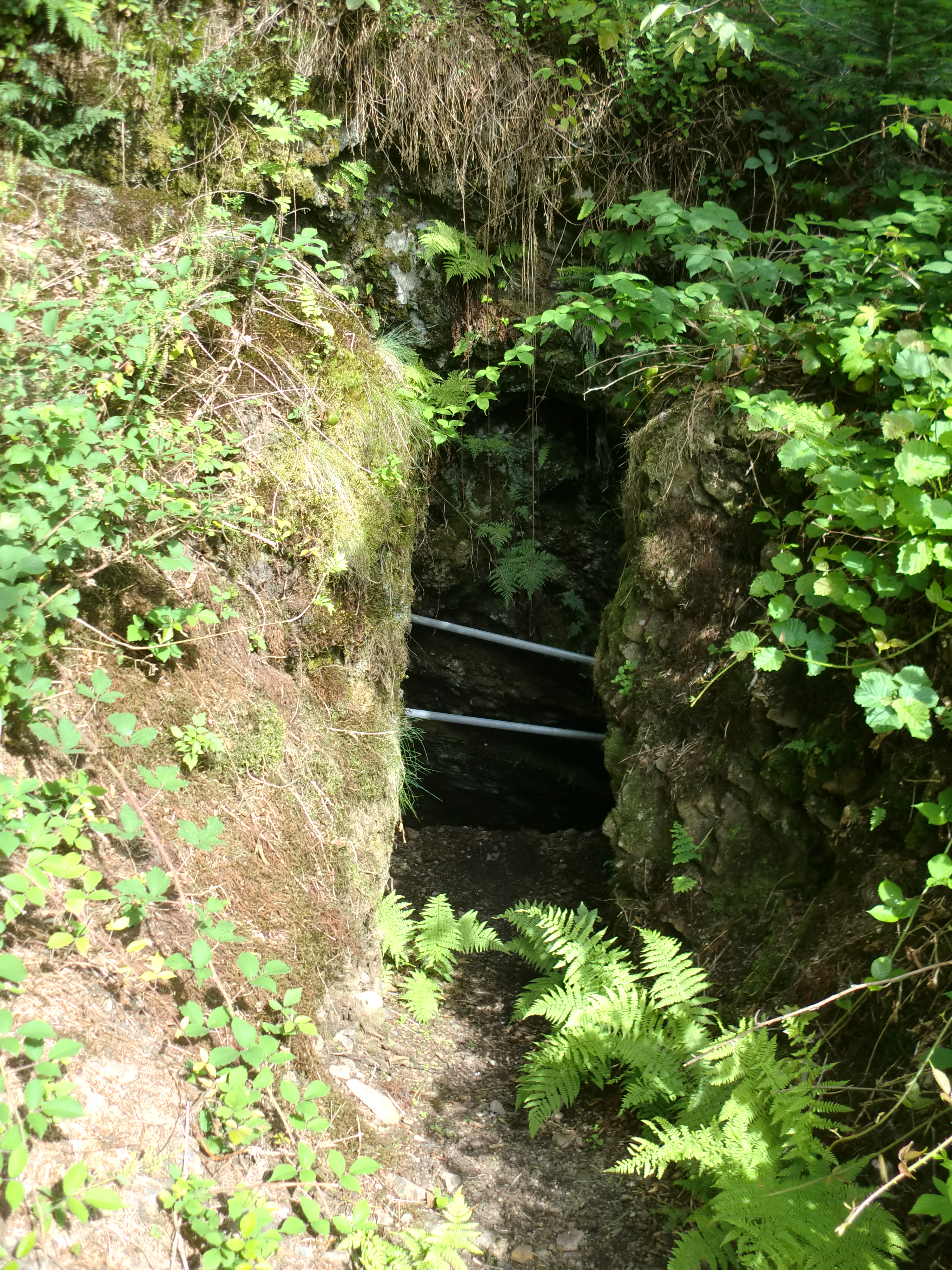
Une tranchée.

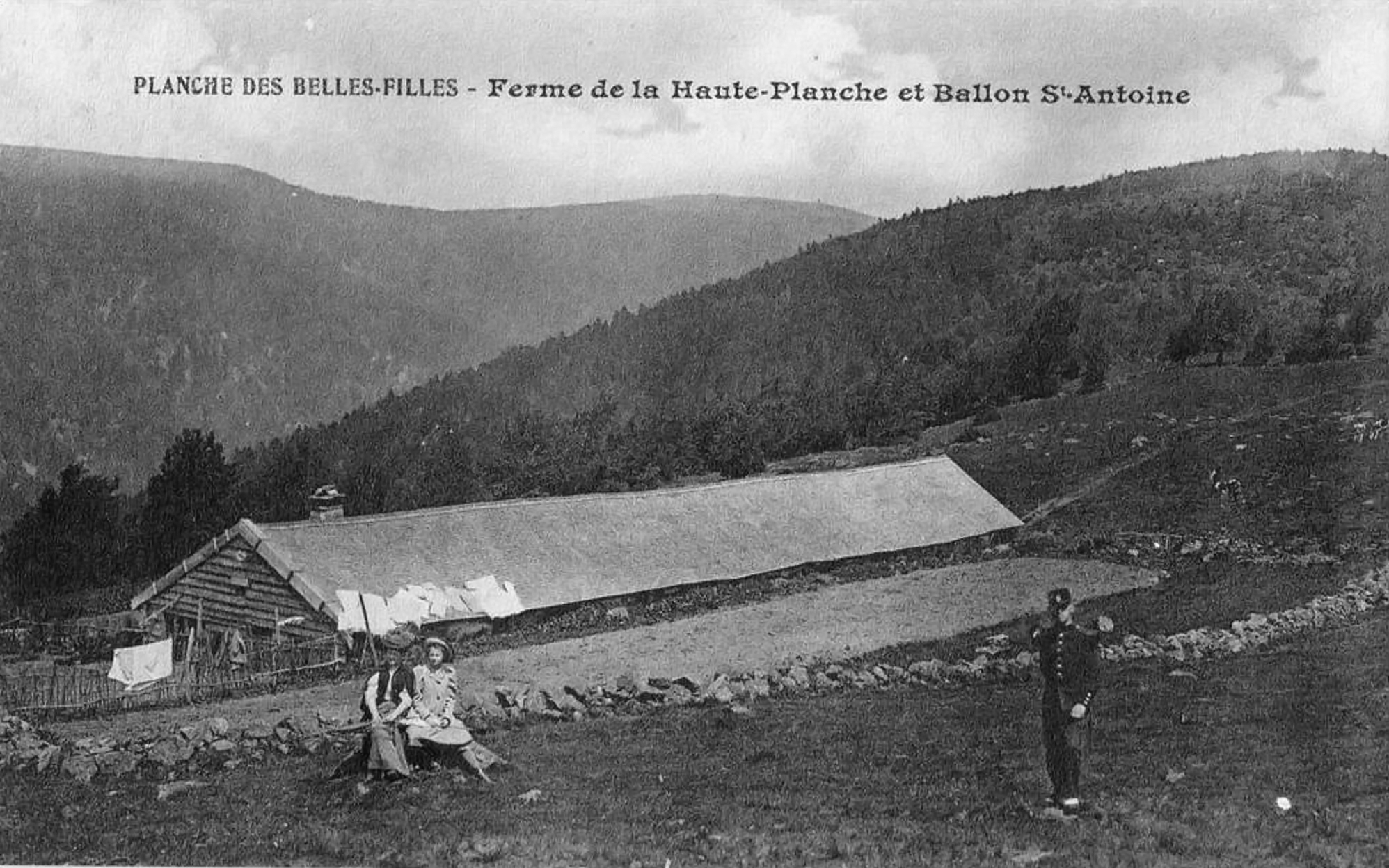
La ferme de la Haute-Planche et le Ballon Saint-Antoine.

Au pied de la roche du Laurier, le quartier des Roches s'est développé avec l'activité minière. Il est alors peuplé de mineurs et d'agriculteurs. À la fermeture des mines, il devient une cité ouvrière pour les différentes industries établies dans la vallée. Les sapins du massif sont exploités par les scieries du village. Leur transport est assuré par des schlittes ou par le glissement des grumes complètes via un chemin de la roche du Laurier. C'est dans le même lieu qu'est dressée la croix du choléra, construite en 1854 à 765 mètres d’altitude par les habitants de Plancher-les-Mines, qui est épargné par l'épidémie de choléra.
L'agriculture s'est développée dès le XIXe siècle avec la construction de la ferme de la Haute-Planche au sommet de la montagne. Une chaume s'est alors formée sous l’effet du pastoralisme et de la production de charbon de bois qui se développe en différents points du massif.
Pendant la Seconde Guerre mondiale, en septembre 1944, un millier de maquisards se réfugient dans la forêt environnante. Le 19 septembre, un assaut général est lancé sur la vallée,.

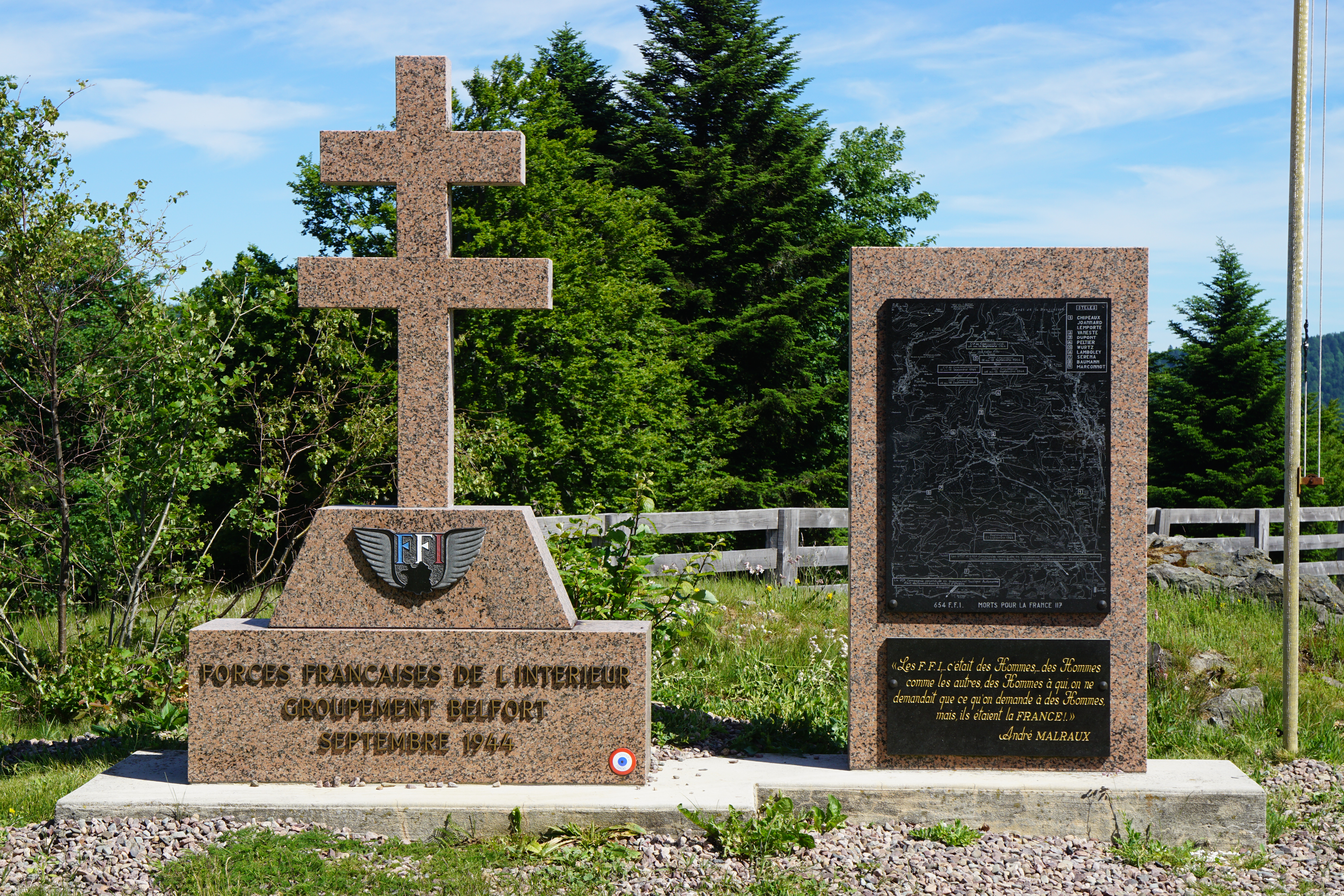
Stèle FFI du maquis.
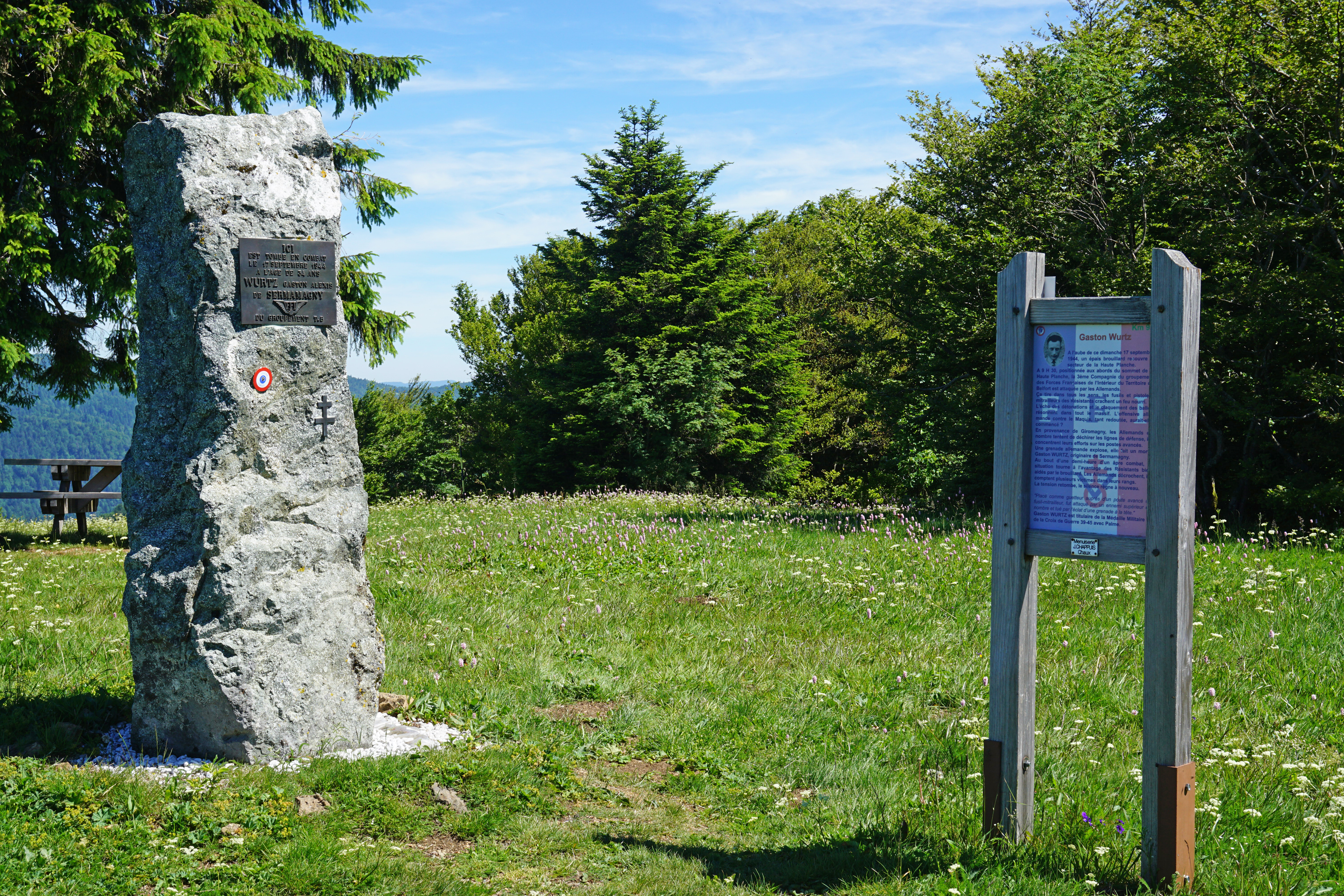
Stèle de Gaston Wurtz.

En 1975, une petite station de ski familiale ouvre ses portes. En 2012, la Planche des Belles Filles devient l'arrivée d'une étape de la 99e édition du Tour de France, ce qui est une première pour le département de la Haute-Saône. Le 29 juin 2014, un incendie détruit le lieu mythique de la station, l'hôtel-restaurant le Chalet, deux semaines avant la seconde arrivée du Tour de France au sommet du massif.
En 2017, un troisième bâtiment s'ajoute au restaurant et au chalet reconstruit. Il s'agit d'un bâtiment d'architecture moderne construit en ossature bois qui accueille la billetterie, le magasin de location du matériel, un bureau de l'école du ski français, un poste de secours et les locaux du personnel,. La station accueille le Tour de France pour la troisième fois.
En 2019, le Tour de France fait étape à la Planche des Belles Filles pour la quatrième fois. À cette occasion, l'ascension est prolongée jusqu'au sommet (« la Super Planche »),.

## Activités

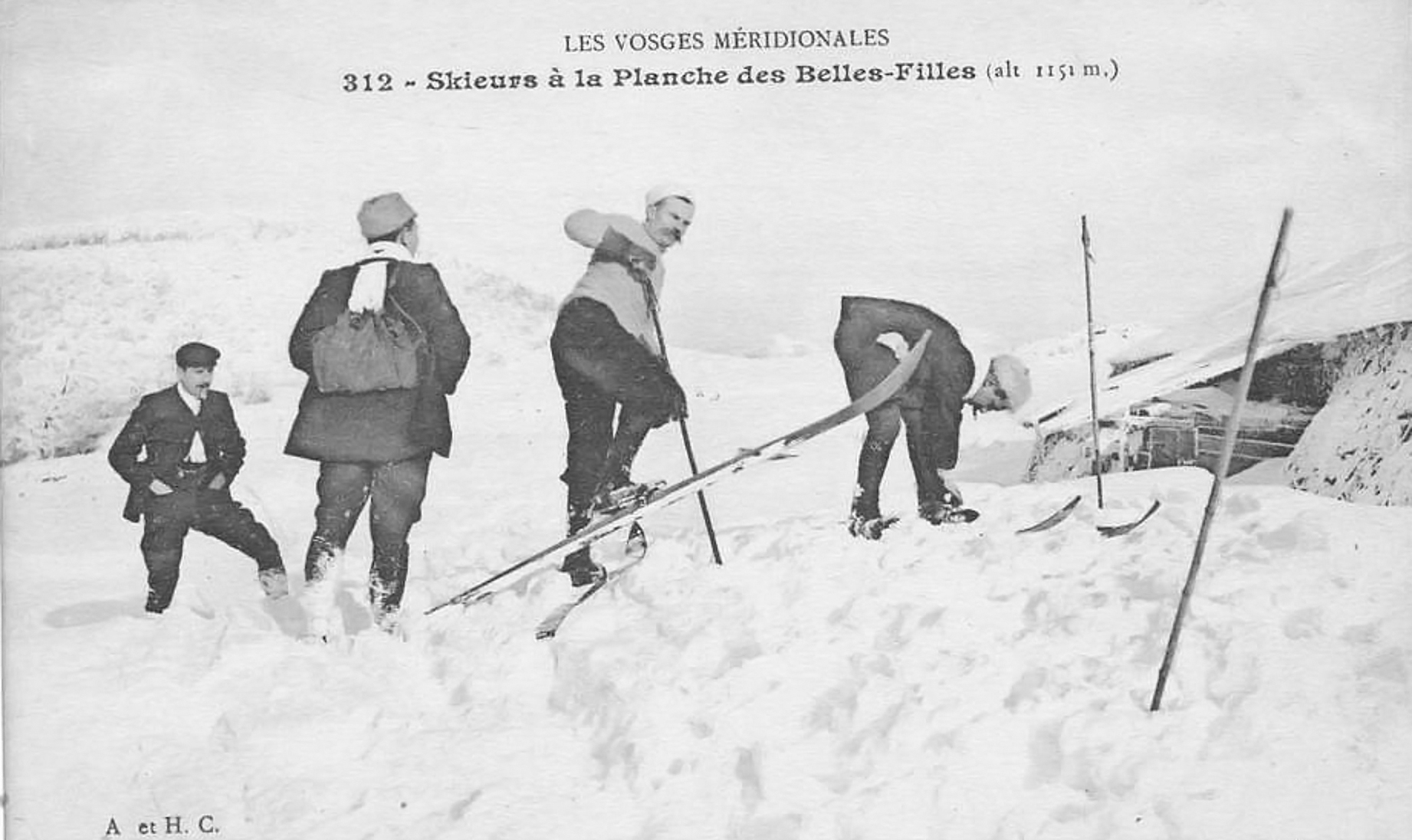
Des skieurs à la Planche des Belles Filles, au début du XXe siècle.

### Tourisme, loisirs et sports d'hiver
Au sommet se trouve une station de ski qui compte trois téléskis et quatre pistes principales de difficulté variable allant de verte à noire. Il s'agit de la seule station de ski de Haute-Saône. Elle s'est diversifiée dans des activités estivales de loisirs (trottinette tout terrain, descente en bouée et acrobranche).
De nombreux chemins forestiers permettent d'accéder au ballon d'Alsace, au col du Querty ou encore aux communes de Lepuix, d'Auxelles-Haut, de Giromagny ou de Plancher-les-Mines. On trouve à proximité plusieurs sites intéressants, notamment la roche Fendue, l'étang des Belles Filles et le Sabot de l'Enfant.

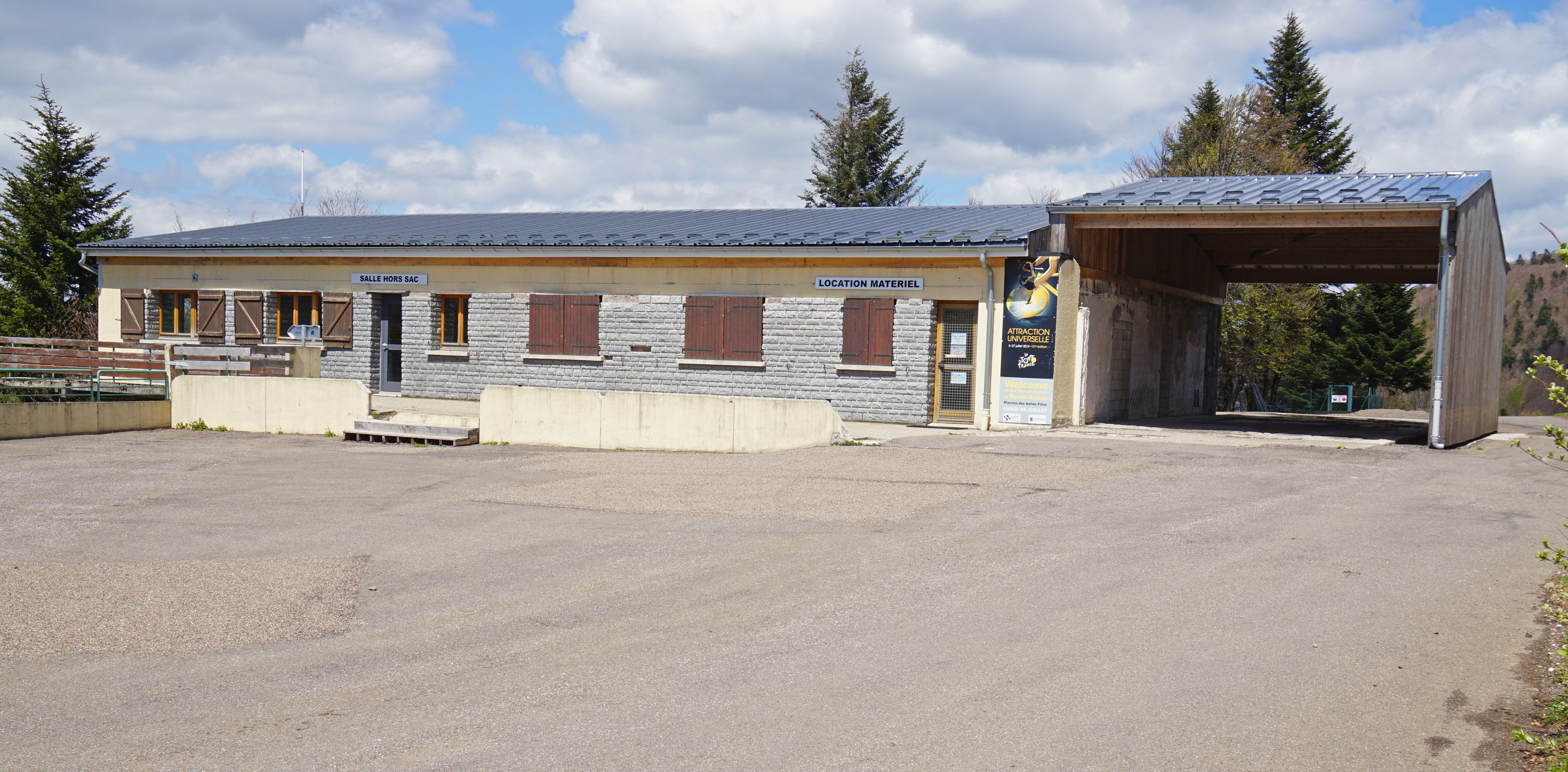
L'ancien chalet.
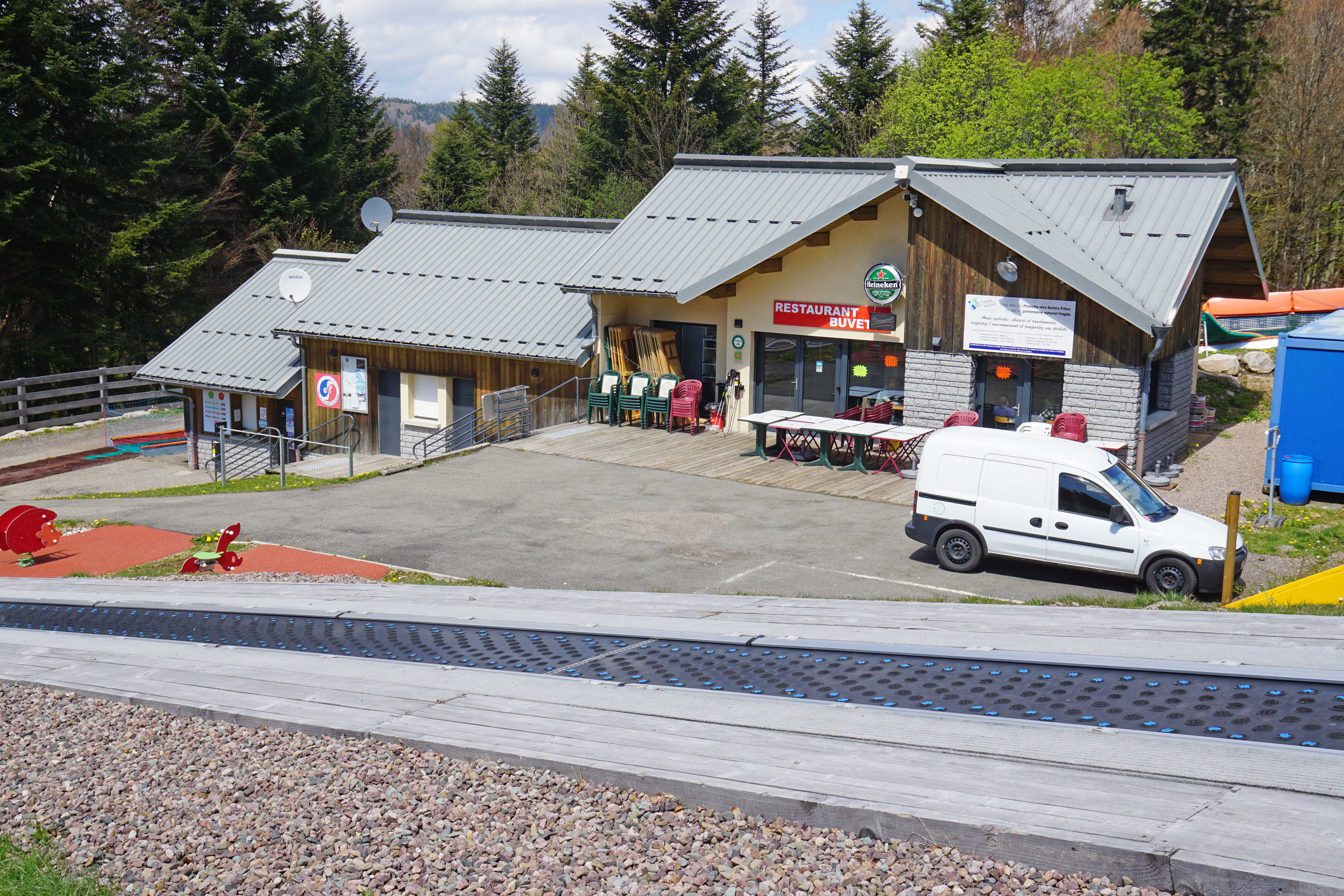
Le restaurant.
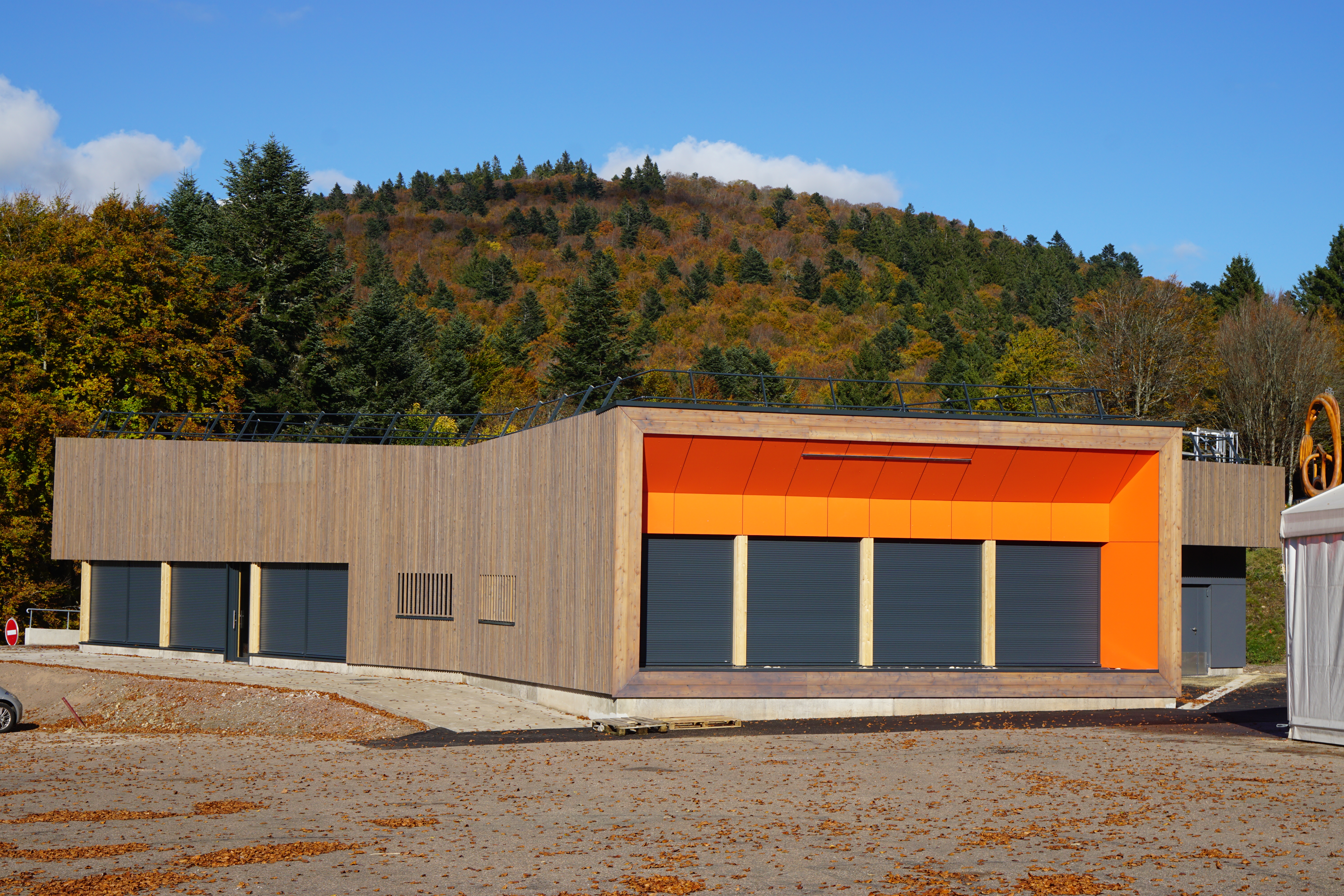
Le nouveau bâtiment.

Des sentiers de randonnée pédestre balisés permettent de visiter des points d'intérêts historiques ou naturels, notamment le sentier des mines du Laurier qui forme une boucle au pied du massif et le sentier d'interprétation de la Planche des Belles Filles qui permet de faire le tour du sommet.

### Cyclisme

Carte topographique de l’ascension de la Planche des Belles Filles, en rouge l'itinéraire classique, en jaune, la Super Planche.

Le cyclisme est pratiqué en compétition dès les années 1990 avec la cyclosportive des Trois Ballons, cette activité s'est particulièrement développée à partir du début des années 2010. La Planche des Belle Filles accueille régulièrement des arrivées d'étapes du Tour de France avec six ascensions entre 2012 et 2022.
Cette ascension est réputée brève mais difficile en raison de ses fortes pentes comprises entre 8 et 24 %. Elle est devenue, en moins d'une décennie un « classique », voire un « incontournable » du Tour de France,,,,,,.
| No     | Édition | Étape | Date         | Départ    | Type                      | Distance | Vainqueur de l'étape | Maillot jaune      | Vainqueur du Tour  |
| ------ | ------- | ----- | ------------ | --------- | ------------------------- | -------- | -------------------- | ------------------ | ------------------ |
| 1      | 2012    | 7e    | 7 juillet    | Tomblaine | Étape accidentée          | 199 km   | Christopher Froome   | Bradley Wiggins    | Bradley Wiggins    |
| 2      | 2014    | 10e   | 14 juillet   | Mulhouse  | Étape de montagne         | 161,5 km | Vincenzo Nibali      | Vincenzo Nibali    | Vincenzo Nibali    |
| 3      | 2017    | 5e    | 5 juillet    | Vittel    | Étape de moyenne montagne | 160 km   | Fabio Aru            | Christopher Froome | Christopher Froome |
| 4 (SP) | 2019    | 6e    | 11 juillet   | Mulhouse  | Étape de montagne         | 157 km   | Dylan Teuns          | Giulio Ciccone     | Egan Bernal        |
| 5      | 2020    | 20e   | 19 septembre | Lure      | Contre-la-montre en côte  | 36 km    | Tadej Pogačar        | Tadej Pogačar      | Tadej Pogačar      |
| 6 (SP) | 2022    | 7e    | 8 juillet    | Tomblaine | Étape de montagne         | 176 km   | Tadej Pogačar        | Tadej Pogačar      | Jonas Vingegaard   |

(SP) = « Super Planche »
La Planche des Belles Filles accueille également des compétitions féminines (Route de France féminine puis arrivée du Tour de France Femmes 2022), régionales (notamment le Tour de Franche-Comté entre 1999 et 2014 puis le Tour Alsace depuis 2017) et diverses manifestations cyclosportives y compris du cyclisme handisport.

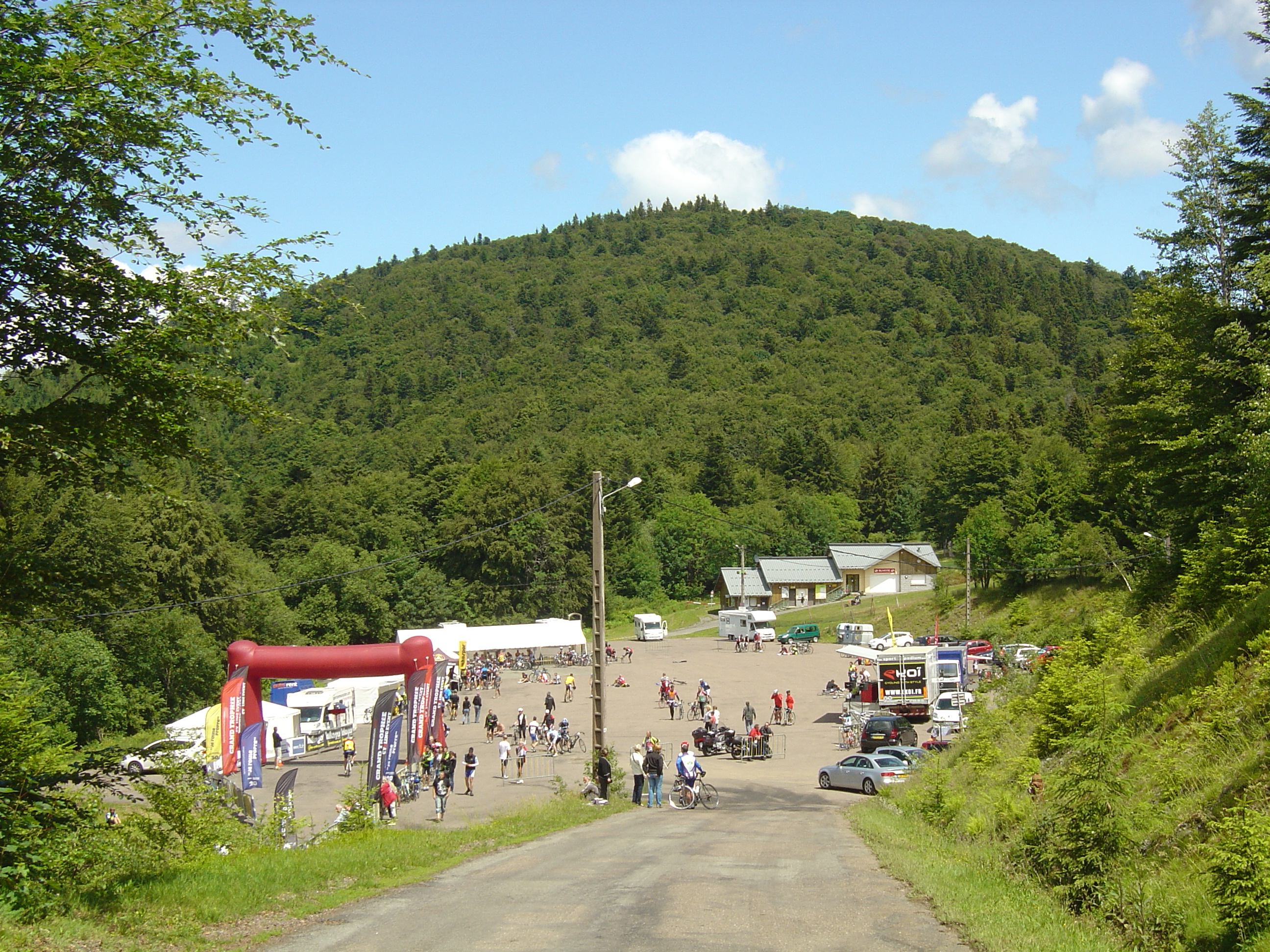
Arrivée à la Planche des Belles Filles lors de la cyclosportive des Trois Ballons en 2011.
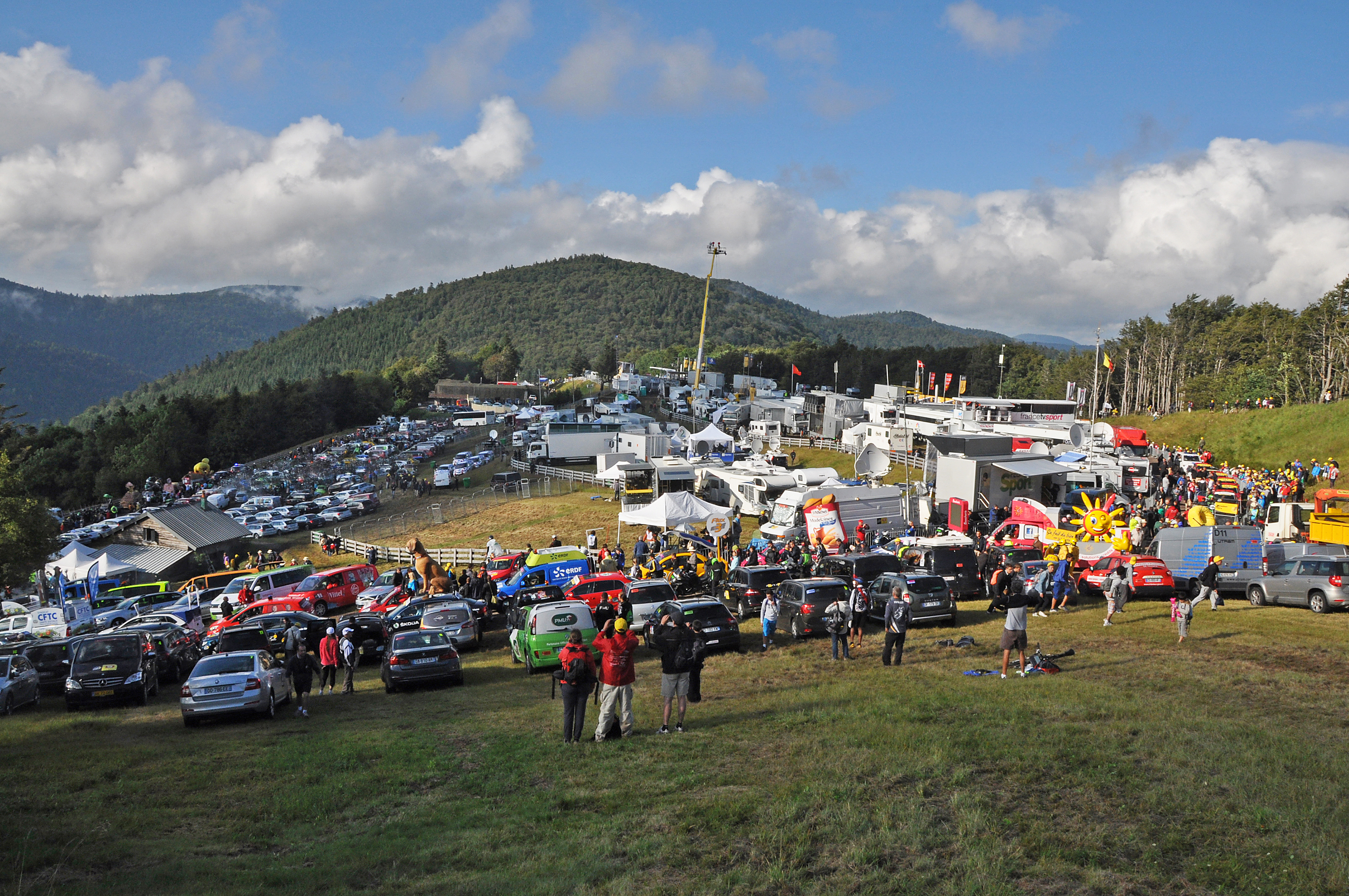
Le parc de l'organisation du Tour de France 2014.
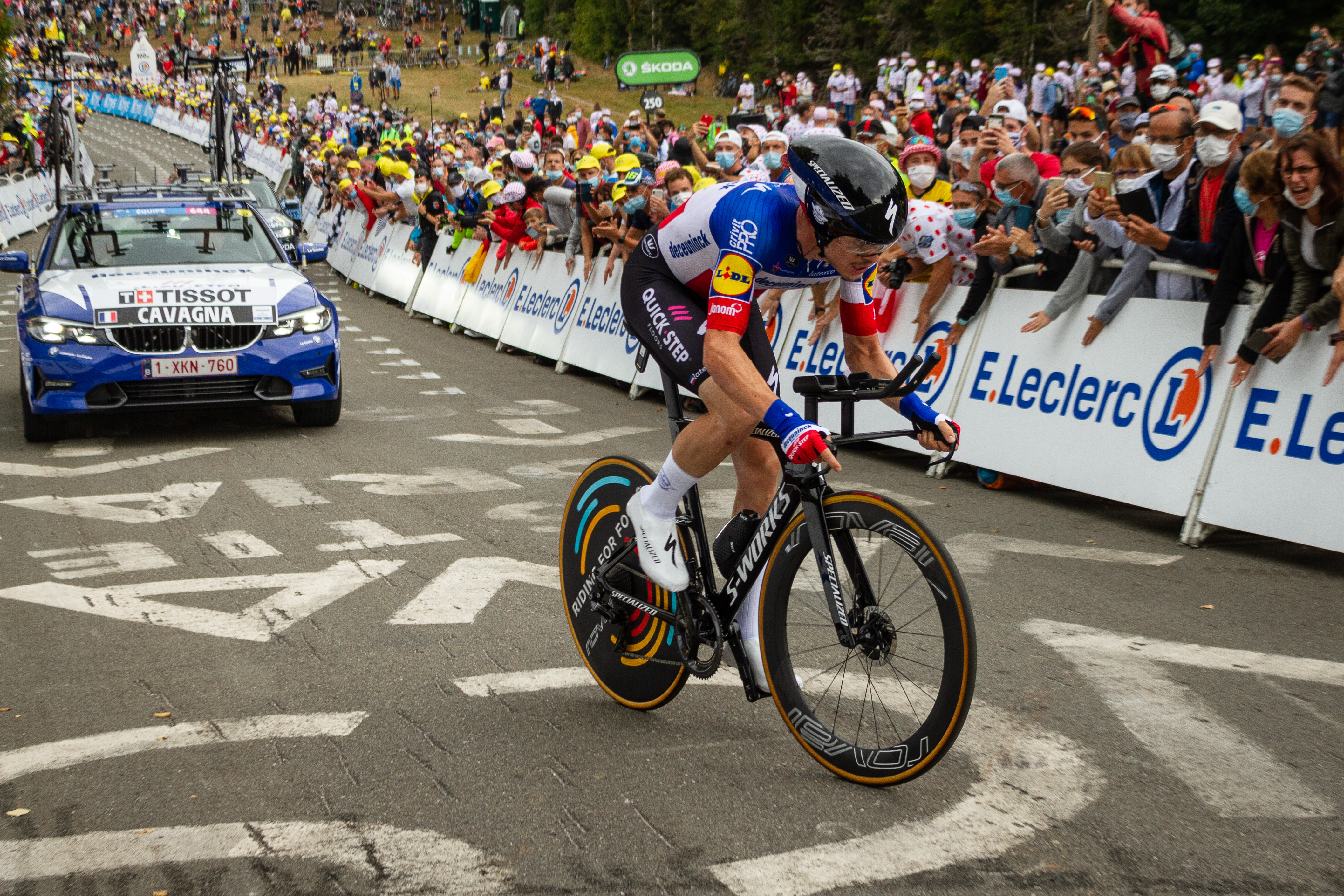
Rémi Cavagna sur la rampe finale de la Planche des Belles Filles lors du Tour de France 2020.
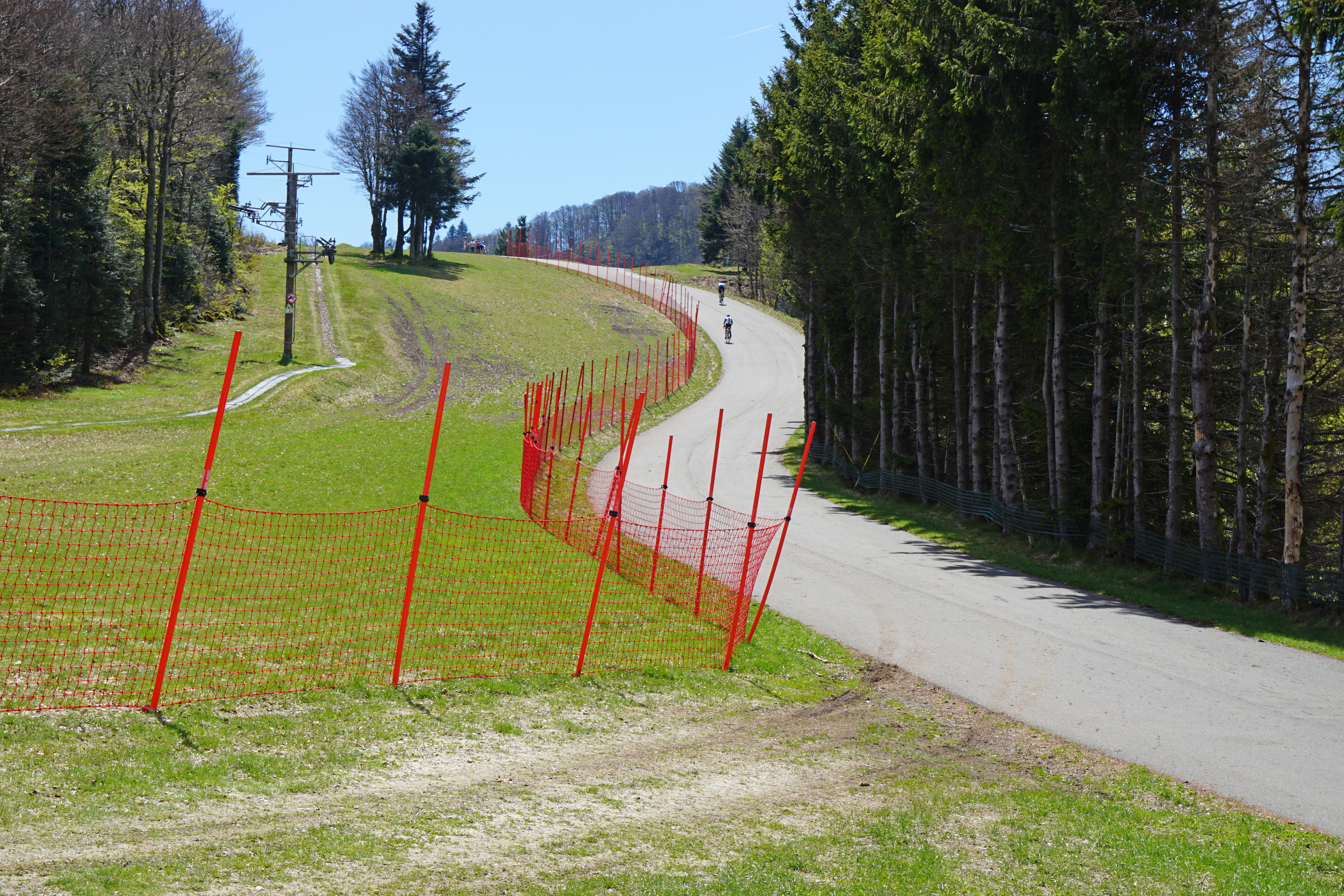
La montée cycliste finale de l'ascension empruntée par le Tour de France en version « classique ».

### Protection environnementale
La Planche des Belles Filles et le Ballon Saint-Antoine sont inclus dans le parc naturel régional des Ballons des Vosges, à proximité immédiate de la réserve naturelle des Ballons Comtois et d'un espace classé Natura 2000 depuis 1996. De plus, un arrêté ministériel du 22 juin 1992 interdit tout acte de destruction à l'encontre des espèces protégées et de leur milieu.
La réalisation de travaux d'aménagements routiers en octobre 2011 puis en septembre 2018 pour permettre l’accueil du Tour de France déclenche plusieurs polémiques liées à l'environnement et au paysage.